# Liste des faveurs nobiliaires accordées en Belgique sous le règne du roi Baudouin
Cette liste reprend, d'une manière chronologique et par type de titres, l'ensemble des personnes ayant bénéficié d'une faveur nobiliaire ou lettre de noblesse sous le règne du roi Baudouin (Prince royal de 1950 à 1951 et Roi des Belges de 1951 à 1993). 
L'octroi d'une faveur nobiliaire est une prérogative du pouvoir royal en Belgique. Néanmoins, à partir de 1978, une commission d'avis sur les concessions de faveurs nobiliaires a été instituée pour éclairer le Roi dans son choix des dites faveurs. 
Cette faveur nobiliaire peut aller de l'octroi de la noblesse personnelle ou la reconnaissance de noblesse à celui d'un titre transmissible à tous ses descendants, voire à une modification des armoiries. Ces faveurs nobiliaires sont accordées sous la forme d'un arrêté royal, signé par le Roi et contresigné par le Ministre des Affaires Etrangères  et publié au Moniteur belge. Cet arrêté royal permet ainsi la levée de lettres patentes dans lesquelles sont reprises la faveur octroyée ainsi que la description des armoiries du bénéficiaire. Par ailleurs, la faveur ne sera pleinement valide qu'à partir du moment où les lettres patentes sont signées et que les droits d'enregistrement et de chancellerie ont été réglés,. La date d'octroi est donc la date des lettres patentes. 
La concession ou la reconnaissance d'un titre (chevalier, baron, vicomte, comte, marquis, duc ou prince) implique par essence la concession ou la reconnaissance de la noblesse. En début de règne le Roi Baudouin a majoritairement accordé des concessions de noblesse héréditaires et des titres transmissibles par ordre de primogéniture masculine. À la fin de son règne, principalement à partir de 1978, les concessions de titres étaient davantage personnelles. 
Les concessions de noblesse simples (sans un titre de chevalier ou de baron, par exemple) signifient que le bénéficiaire peut faire suivre son nom du titre d'écuyer pour les hommes (en français). Par ailleurs, ce bénéficiaire peut faire précéder son nom du prédicat de "Messire",.  
Ce titre d'écuyer, tout comme le titre de chevalier, n'a pas d'équivalent en français pour les dames. Pour celles-ci, selon la tradition, la noblesse est toujours personnelle. 
Sauf cas différents précisés en note, les faveurs nobiliaires mentionnées sont des concessions de noblesse ou de titres (par opposition à des reconnaissances ou des réhabilitations de noblesse). Le mode de transmission des titres est repris en note. Sauf s'il y a une note la mentionnant comme personnelle, la noblesse est d'office considérée comme héréditaire. Si la noblesse est personnelle, le titre conféré est automatiquement personnel également.   
Cette liste est reprise des ouvrages de Georges de Hemptinne et Philippe de Bounam de Ryckholt, "Lettres de noblesse octroyées par sa Majesté Baudouin, Roi des Belges" (2 tomes), repris en sources. Les titres et qualités des bénéficiaires d'une faveur nobiliaire sont des informations reprises des mêmes ouvrages. Ils datent de l'année de l'octroi de ladite faveur.     

## 1951

### Comte
- Baron Paul de Launoit (nl)[Note 2], président de la Société de Bruxelles pour la Finance et l'Industrie

### Baron
- Messire Fernand Van Ackere[Note 2], écuyer, ancien député et sénateur, président du Conseil des Classes Moyennes.
- Messire Robert de Borchgrave[Note 2], écuyer, administrateur de sociétés.
- Messire Pierre Delvaux de Fenffe[Note 2], écuyer, volontaire de guerre 1914-1918.

- Isidorus Opsomer[Note 3], membre de l'Académie royale, directeur honoraire de l'Institut supérieur et de l'Académie royale des Beaux-Arts d'Anvers, membre de la Commission royale des Monuments et des Sites.
- Pierre Paulus de Châtelet[Note 3], artiste-peintre, membre de l'Académie royale de Belgique, membre du Corps académique de l'Institut national supérieur des Beaux-Arts.

### Chevalier
- Messire Etienne de Geradon[Note 2], écuyer, volontaire de guerre 1914-1918.

### Noblesse (Ecuyer)
- Alfred Buysse, volontaire de guerre 1914-1918.
- Louis Jacobs van Merlen, avocat honoraire.

## 1952

### Comte
- Jacques Pirenne[Note 4], secrétaire honoraire de S.M. le Roi Léopold III.

### Baron
- Adrien 't Kint de Roodenbeke[Note 2].
- Messire Maria-Frédérik de Peñaranda de Franchimont[Note 2], écuyer, major honoraire d'infanterie, capitaine d'Agence Renseignements et Action.

nobl

### Noblesse (Ecuyer)
- Georges Bouckaert, Commissaire d'arrondissement honoraire, ancien consul de Belgique à Dar-Es-Salam, ancien économe général de la Croix Rouge de Belgique.
- Etienne, Jean-François, Christian et René 't Kint de Roodenbeke.
- André Van Maldeghem, docteur en droit.
- Prosper Poswick[Note 5]
- Eric, Ferdinand, Solange, Thérèse Poswick[Note 5], mineurs d'âge, représentés par leur mère et tutrice, la baronne Diane de Crawhez, veuve de Ferdinand Poswick.

### Modification d'armoiries
- Baron Marcellin dit Marcel de Schaetzen de Schaetzenhoff, volontaire de guerre 1914-1918, directeur de l'Annuaire de la Noblesse belge, chef de bureau du Service de la Noblesse au Ministère des Affaires étrangères, membre du Conseil héraldique.

## 1953

### Prince
- Eberhard d'Arenberg [Note 5],[Note 6],[Note 7]

### Comte
- Chevalier Marcel de Sauvage[Note 2], administrateur de sociétés.
- Comte  Paul de Launoit (nl)[Note 8], président de la Société de Bruxelles pour la Finance et l'Industrie

### Baron
- Jean Boels[Note 2], président fondateur de la Caisse des Industriels du Livre, ancien administrateur de la Fédération des Industries Chimiques de Belgique.
- Messire Yves De Brouwer[Note 2], écuyer, docteur en droit.
- Messire Ferdinand Haus[Note 2], écuyer, premier président émérite de la Cour d'Appel de Gand, président honoraire à la Cour militaire.
- Messire Frédéric de Jacquier de Rosée[Note 2], écuyer, maître de forges, administrateur-directeur de la société Frédéric de Rosée et Cie.
- Messire Clément de Jacquier de Rosée[Note 2], écuyer.
- Messire Raymond de Meester de Betzenbroeck[Note 2], écuyer, maître sculpteur animalier, lauréat du Prix Rubens, médaillé du Salon de Paris.
- Messire Patrick Nothomb[Note 2], écuyer, mineur d'âge, représenté par sa mère et tutrice Claude Lancksweert, veuve de Messire André Nothomb, écuyer.
- Baron Isidorus Opsomer[Note 9], membre de l'Académie royale, directeur honoraire de l'Institut supérieur et de l'Académie royale des Beaux-Arts d'Anvers, membre de la Commission royale des Monuments et des Sites.
- Simone Piers de Ravenschoot[Note 10], veuve de Messire Jean Verhaegen, écuyer.
- Messire Pieter Verhaegen[Note 2], écuyer, avocat près la Cour d'Appel de Gand, premier échevin de Merelbeke.

### Noblesse (Ecuyer)
- Paul Jacquet de Haveskercke, général-major de réserve honoraire.
- Jean-Henri Naus, capitaine-commandant de réserve au 1er régiment de Grenadiers.
- Henri Pinte, colonel honoraire de cavalerie, président de la Fraternelle des anciens combattants 1914-1918 du 2e régiment des Guides.
- Charles, Joseph, Philippe, Jean-Guillaume dit Guy, Pierre et Jacques Poswick[Note 5].
- Emile, Charles, Ernest et Jean van Zuylen.

### Modification d'armoiries
- Comte Thierry de Limburg Stirum, bourgmestre de Huldenberg, sénateur suppléant, membre suppléant du Conseil Héraldique, vice-président de l'Office généalogique et héraldique de Belgique.
- Comte Charles de Limburg Stirum, ancien sénateur, membre de l'Armée secrète.

## 1954

### Comte / Comtesse
- Marquis Marc de la Boëssière Thiennes[Note 11]
- Baron Edmond Carton de Wiart[Note 12], Grand Maréchal Honoraire, secrétaire honoraire du Roi, président de la Commission Royale des Monuments et des Sites.
- Messire Hugues de Hemptinne[Note 2], écuyer, représenté par sa mère et tutrice Valérie Rolants du Vivier, veuve de Messire Hervé de Hemptinne, écuyer, mort pour la Patrie.
- Valérie Rolants du Vivier[Note 13],[Note 10], veuve de Messire Hervé de Hemptinne, écuyer, mort pour la Patrie
- Comte Etienne de Lichtervelde[Note 14].

### Vicomte
- Chevalier Baudouin de Ghellinck d'Elseghem Vaernewyck[Note 15].

### Baron
- Messire Alfred van Caubergh[Note 2], écuyer, lieutenant-général honoraire, aide de camp honoraire du Roi, ancien officier d'ordonnance de S.M. le Roi Albert Ier et de S.M. le Roi Léopold III.
- Messires Paul-Henry et Jean-François Gendebien[Note 2], écuyers, mineurs d'âge, représentés par leur mère Guillemine Carton de Wiart[Note 10], veuve de Messire Marc Gendebien, écuyer, mort pour la Belgique.
- Messire Bernard de Meester de Ravenstein[Note 2], écuyer, commissaire principal de l'État, membre du Conseil héraldique.
- Messire Albert van den Berck[Note 2], écuyer, professeur émérite à l'Université Catholique de Louvain, docteur honoris causa des Universités de Nimègue et de Cambridge, membre de l'Académie royale de Belgique.
- Messire Marie-Ghislain de la Motte Baraffe[Note 2], écuyer, conseiller communal de Seneffe.
- Messire Edouard de Streel[Note 2], écuyer, envoyé extraordinaire et ministre plénipotentiaire honoraire, secrétaire honoraire de S.M. la Reine Elisabeth.
- Messire Jozef Verhaegen[Note 2], écuyer, procureur du Roi honoraire à Namur, vice-président de la Commission d'agréation des prisonniers politiques à Namur.
- Marcel van Zeeland[Note 16], premier directeur de la Banque des Règlements Internationaux, trésorier général de la Ligue des Sociétés de Croix-Rouge.

### Chevalier
- William Grisar[Note 3], lieutenant-colonel en retraite, cofondateur de la Légion Belge.
- Chevalier Jean-Baptiste Henry de la Lindi[Note 9],[Note 17], général-major honoraire, ancien commissaire général de la province orientale du Congo.
- Messire Paulus Nève de Mévergnies[Note 2], écuyer, professeur émérite à l'Université de Liège, membre titulaire du Comité belge d'histoire des Sciences.
- Guy de Pierpont[Note 2], avocat à la Cour d'Appel de Liège, ancien bâtonnier.
- Augustin Roberti[Note 2], ancien vice-Président du Parti Social Chrétien, administrateur de la Confédération professionnelle du Sucre et de ses dérivés.
- Pieter Smidt van Gelder[Note 3], fondateur-donateur du Musée Smidt van Gelder à Anvers.

### Noblesse (Ecuyer)
- Hector Destella, professeur émérite à l'Université de Gand, vice-président de l'Académie royale de Médecine de Belgique.
- Léon van der Essen[Note 13], professeur d'histoire et secrétaire général de l'Université Catholique de Louvain, membre de l'Académie royale flamande de Belgique.
- Alfred van der Essen.
- Henry Lambert de Rouvroit, commissaire de l'arrondissement de Namur, ancien gouverneur intérimaire de la province de Namur.

### Modification d'armoiries
- Comte Philippe de Limburg Stirum, bourgmestre d'Anzegem.

## 1955

### Comte
- Jean-Marie des Enffans d'Avernas[Note 18],[Note 6], secrétaire de légation de 2e classe.

### Baron
- Messire Hubert Cogels[Note 3], écuyer, major honoraire, ancien chef de la Mission militaire belge en Norvège.
- François-Joseph Dekempeneer de Steenstraat[Note 3], lieutenant-général en retraite, secrétaire général de l'Œuvre "Les plus grands mutilés et invalides de guerre 1914-1918".
- Jean et Ludovicus Gericke d'Herwijnen [Note 18],[Note 6].
- Messire Robert Jooris[Note 3], écuyer, lieutenant-général en retraite, aide de camp honoraire du Roi.
- Messire Charles Papeians de Morchoven dit van der Strepen[Note 2], écuyer, conseiller juridique de sociétés coloniales, secrétaire de la Commission d'orientatio de l'A.N.R.B.
- Messire Jean-François Papeians de Morchoven dit van der Strepen[Note 15], écuyer, conseiller d'ambassade.
- Alexandre Paternotte de la Vaillée[Note 2], ambassadeur honoraire.
- Messire Prosper Poswick[Note 2], écuyer, ambassadeur extraordinaire et plénipotentiaire à Luxembourg, fils de Ferdinand Poswick et de Marianna de Vaulx de Champion, morts pour la Belgique.
- Marie-Luc Zurstrassen[Note 2], associé gerant de la société en nom collectif Hauzeur Gérard Fils, membre du Sénat, membre fondateur de la Légion belge.

### Chevalier
- Gaston Collet[Note 3], directeur général honoraire des finances du ministère des colonies, administrateur des biens de S.A.R. la princesse Joséphine de Belgique, princesse de Hohenzollern et de S.A.R. la princesse Henriette de Belgique, duchesse de Vendôme.
- François de Decker[Note 3], prisonnier politique 1914-1918, volontaire de guerre 1940-1945, résistant armé.
- Victor Van Hoestenberghe[Note 3], avocat, bourgmestre de Bruges, ancien membre du Sénat.
- Jean de Lantsheere[Note 3], officier de l'Armée secrète, ancien vice-président adjoint de l'Œuvre Nationale aux Anciens Combattants.

### Noblesse (Ecuyer)
- Jean-Edmond van den Berch van Heemstede[Note 18]
- Josef Mertens de Wilmars, professeur à l'Université Catholique de Louvain, membre associé de l'Académie royale des Sciences coloniales.

### Modifications d'armoiries
- Baron Franz Bonaert, avocat honoraire à la Cour d'Appel de Bruxelles, ancien bourgmestre de Foy-Notre-Dame.
- Comte Guillaume de Limburg Stirum.
- Messires Charles dit Carlos, Jean-Marie, Louis et Gérard de Radiguès de Chennevière, écuyers.

## 1956

### Baron / Baronne
- Henri Carton de Tournai[Note 2], ancien bâtonnier du barreau de Tournai, ancien député, ancien sénateur, ancien ministre des Colonies.
- Messire Gustave della Faille de Leverghem[Note 2], écuyer.
- Georges Goethals[Note 3], lieutenant-général, ancien attaché militaire à Berlin, ancien chef de la mission belge à Berlin.
- Messire Edouard Houtart[Note 2], écuyer, avocat près la Cour d'Appel de Bruxelles.
- Louis Huart[Note 2], membre du Sénat, bourgmestre de Namur.
- Georges van der Linden[Note 2], avocat honoraire à la Cour d'Appel de Bruxelles, volontaire de guerre 1914-1918.
- Messire Marie-André Meyers[Note 2], écuyer, Président de l'Institut National de l'Industrie Charbonnière, directeur général honoraire du Corps des Mines.
- Baron Pierre Paulus de Châtelet[Note 19], artiste-peintre, membre de l'Académie royale de Belgique, membre du Corps académique de l'Institut national supérieur des Beaux-Arts.
- Messire Eric Poswick[Note 2], écuyer, mineur d'âge, représenté par sa mère la baronne Diane de Crawhez.
- Baronne Diane de Crawhez[Note 10], veuve de Ferdinand Poswick, capitaine-commandant au bataillon des volontaires belges en Corée, mort en service commandé le 19 juin 1951.
- Chevalier Victor van Strydonck de Burkel[Note 2], lieutenant-général en retraite.
- Messire Maximilien de Troostembergh[Note 20], écuyer, chevalier d'honneur et de dévotion de l'ordre souverain de Malte.
- Messire Charles de Troostembergh[Note 2],[Note 21], écuyer, chevalier d'honneur et de dévotion de l'ordre souverain de Malte.
- Joseph-Albert de Vleeschauwer van Brakel[Note 2], membre de la Chambre des représentants, ancien ministre des Colonies, de la Justice, de l'Instruction publique, de l'Intérieur, ancien administrateur général du Congo belge et des Territoires de Ruanda et Urundi.

### Chevalier
- Messire Jean van den Branden[Note 2], écuyer, professeur à l'Université Libre de Bruxelles, membre de l'Académie royale de Médecine de Belgique.
- Antoine de Clercq[Note 3], envoyé extraordinaire et ministre plénipotentiaire honoraire.

### Noblesse (Ecuyer)
- Paul de Behr[Note 5]
- Eugène Jungers, président honoraire de la Cour d'Appel de Léopoldville, Gouverneur Général honoraire du Congo belge et du Ruanda Urundi.
- Marie-José Laloux[Note 13], veuve de Paul Staes, mort pour la Patrie.
- Mauritius Lancksweert, lieutenant-général de réserve honoraire, ancien attaché à la Maison militaire de S.M. le Roi Albert Ier.
- Albert Ophoven.
- Jacques Orts[Note 5].
- Jean-François, Godelieve, Paul Staes-Polet, mineurs d'âge, représentés par leur mère Marie-José Laloux, veuve de Paul Staes, mort pour la patrie, et petits-enfants de Henri Staes, mort pour la patrie, et Marie Polet.

### Modifications d'armoiries
- Baron François de Bassompierre
- Messire Jean de Bassompierre, écuyer.
- Messire Ferdinand Poswick, écuyer, mineur d'âge, représenté par sa mère la baronne Diane de Crawhez.
- Baron Marcellin dit Marcel de Schaetzen de Schaetzenhoff, volontaire de guerre 1914-1918, directeur de l'Annuaire de la Noblesse belge, membre du Conseil héraldique, président de la Commission royale des Monuments et des Sites.

## 1957

### Comte
- Comte Alfred de Lichtervelde[Note 14], bourgmestre de Gages.

### Vicomte
- Messires Alain et Réginald Jolly[Note 2], écuyers.

### Baron / Baronne
- Geneviève Bastin[Note 13],[Note 3]
- Pierre de Bonvoisin[Note 2], professeur extraordinaire à l'Université Catholique de Louvain, président du Conseil d'Administration de la Banque de la Société Générale de Belgique.
- Leo Van Dyck[Note 3], président de la Bell Telephone Manufacturing Company à Anvers, vice-président de l'International Telephone and Telegraph Corporation.
- André Peltzer[Note 3], président de la SA Peltzer et Fils, ancien régent de la Banque Nationale de Belgique.

### Chevalier
- Messire Michel Cleenewerck de Crayencour[Note 3], écuyer, volontaire de guerre 1914-1918.
- Messire Etienne Corbisier de Méaultsart[Note 2], écuyer, administrateur et directeur de sociétés coloniales.
- Messire Jacques Everard de Harzir[Note 2], écuyer, ingénieur civil des mines et électricien.
- Henry Lallemand[Note 2].
- Baudouin Legrand[Note 3], lieutenant des troupes blindées.
- Messire Henri Massange de Collombs[Note 2], écuyer, ancien commandant du service radio de l'Armée secrète, président d'honneur des Anciens prisonniers de guerre belges du Stalag IA.
- Messire Willy de Munck[Note 3], écuyer, vice-gouverneur honoraire de la Société Générale de Belgique.
- Valentinus Vaerwyck[Note 3], architecte provincial-directeur honoraire de la Flandre Orientale, membre titulaire de l'Académie royale de Belgique, vice-président de la Commission des Monuments et des Sites.

### Noblesse (Ecuyer)
- Albert Boone, président du tribunal de première instance de Turnhout, juge des enfants.
- Philippe de Braconier d'Alphen, représentant de la direction générale de l'Union Minière du Haut Katanga à Léopoldville.
- Marie-François-Jehan Carpentier de Changy[Note 18]
- Xavier Janne d'Othée, professeur émérite de l'Université de Liège, professeur à l'Académie de Droit International de La Haye.
- Jacques Legrand.
- Marie-Victor de Marotte de Montigny[Note 5].
- Jacques Matthieu de Wynendaele, président du Conseil d'administration de la Compagnie de Bruxelles, administrateur des Forges de Clabecq.
- Fernand Puissant Baeyens, vice-Président de la Banque de la Société Générale de Belgique, président de la Banque d'Anvers, membre du Conseil Central de l'Économie, membre du Comité de Direction de l'Institut de Réescompte et de Garantie.
- Jean, Etienne, Didier, Marie, Sonia, Micheline, Sabine et Edith Robin, à la requête de leur mère Gabriella Haflants, veuve de Jacques Robin, mort pour la Belgique.
- Marie-Léon Zurstrassen, associé gerant de la société en nom collectif Hauzeur Gérard Fils, administrateur de sociétés.

## 1958

### Prince
- Ladislas de Lobkowicz[Note 18],[Note 6],[Note 7], chevalier d'honneur et de dévotion de l'Ordre Souverain de Malte.

### Comte / Comtesse
- Yvonne de Pelichy[Note 10], veuve de Messire Raoul de Hemptinne, écuyer, mort pour la Belgique.
- Baron Raymond de Selys Longchamps[Note 2], major honoraire de cavalerie.

### Vicomte
- Vicomte Marc de Ghellinck d'Elseghem Vanernewyck[Note 22], maître des Cérémonies de la Cour, envoyé extraordinaire et ministre plénipotentiaire.
- Chevalier Geoffroy de Ghellinck d'Elseghem Vanernewyck[Note 23].

### Baron
- Ludovicus Fredericq[Note 2], chef honoraire du Cabinet du Roi, gouverneur honoraire de Flandre Orientale.
- Baron Raoul de Hennin de Boussu Walcourt[Note 24], lieutenant-général en retraite, aide de camp honoraire du Roi.
- Messire Marcel Jaspar[Note 3], écuyer, ambassadeur extraordinaire et plénipotentiaire à Stockholm, ancien ministre, ancien membre de la Chambre des représentants.

### Chevalier
- Albert Biebuyck[Note 3], directeur général honoraire du ministère de l'Intérieur.

### Noblesse (Ecuyer)
- Eugène Biebuyck.
- Christian, Fernand, Jacques, Harold, Etienne et Pierre Eeman.
- Roland Ensch, membre du conseil communal d'Arlon, président de la section luxembourgeoise de la Croix-Rouge de Belgique, membre du comité de la province de Luxembourg de l'Œuvre Nationale de l'Enfance.
- Werner Harou, candidat en philosophie et lettres.
- Thierry, Etienne et Yves de Hennin de Boussu Walcourt[Note 18].
- Henri Janne d'Othée, professeur émérite de l'Université de Liège, membre de la Société royale des Sciences de Liège
- Jacobus Nève de Mévergnies (nl), administrateur-délégué de la Société de recherches minières du Sud Katanga (Union Minière du Haut Katanga).
- Marie-Joseph Roelants du Vivier, ancien conseilleur communal de Hoeselt et de Rijkhoven, à ses fils Pierre, Pierre-Marie, Marcellin Roelants du Vivier et à sa fille Isabelle Roelants du Vivier.

## 1959

### Comte
- Baron Georges Moens de Foernig[Note 2], Commissaire Général du Gouvernement près l'Exposition Universelle et Internationale de Bruxelles de 1958, ancien ministre du Commerce extérieur.
- Vicomte François du Parc Locmaria[Note 2], administrateur-délégué de la société Iwan Simonis.
- Vicomte Gatien du Parc Locmaria [Note 25], Chambellan du Roi, ancien Gouverneur du Roi, chevalier d'honneur de S.M. la Reine Astrid.
- Vicomte Antoine du Parc Locmaria[Note 2], envoyé extraordinaire et ministre plénipotentiaire, chef du Protocole du ministère des Affaires étrangères et du Commerce extérieur.
- Messire Joseph du Parc Locmaria[Note 2],[Note 26], écuyer.
- Willy-Marc Weemaes[Note 3], secrétaire du Roi Léopold III, juge honoraire au tribunal de première instance de Bruxelles.

### Vicomte
- Messire Hadelin du Parc Locmaria[Note 2],[Note 27], écuyer, fils cadet du comte Antoine du Parc Locmaria, envoyé extraordinaire et ministre plénipotentiaire, chef du Protocole du ministère des Affaires étrangères et du Commerce extérieur.

### Baron / Baronne
- Messire Jean-Marie de Bernard de Fauconval de Deuken[Note 15], écuyer, secrétaire-général de la Banque Italo-Belge.
- Raoul Daufresne de la Chevalerie[Note 2], lieutenant-général en retraite
- Gabrielle de Cock de Rameyen[Note 10], veuve du chevalier Eric Dessain (mort pour la Belgique).
- Ferrnand Muûls[Note 3], ambassadeur extraordinaire et plénipotentiaire honoraire, membre de l'Institut de Droit international.

### Chevalier
- Messire Charles Anciaux Henry de Faveaux[Note 28], écuyer, conseiller à la Cour de Cassation, auditeur militaire en campagne honoraire.
- Désiré de Lamalle[Note 3], membre de la Chambre des représentants, bourgmestre de Bleid.

### Noblesse (Ecuyer)
- Yves Hamoir[Note 18].
- Georges Lantonnois van Rode, ingénieur des arts et manufactures, du génie civil et des mines.
- Alfred Liénart, ancien président de la Société des Chemins de Fer vicinaux du Congo, ancien administrateur délégué de la Société commerciale et minière du Congo.
- William Parmentier, colonel honoraire de cavalerie.
- Gaëtan et Baudouin Scheppers de Bergstein, fils de Jozef Scheppers de Bergstein, mort pour la Belgique.
- Prosper Thuysbaert, docteur en droit, docteur en sciences politiques et sociales, bourgmestre de Lokeren, professeur à l'Université de Louvain, ancien président du Conseil provincial de Flandre Orientale.
- Pierre Warnant, membre du Sénat, ancien président de la Commission des Affaires économiques du Sénat, membre de l'Assemblée parlementaire européenne.
- André-Michel Wittouck.

### Modification d'armoiries
- Messire Guillaume Grisard de la Rochette, bourgmestre de Chaudfontaine, volontaire de guerre 1914-1918, président fondateur de la SA Chaudfontaine Monopole.
- Messire Xavier Janne d'Othée, écuyer, professeur émérite de l'Université de Liège, professeur à l'Académie de Droit International de La Haye.
- Messire Mauritius Lancksweert, écuyer, lieutenant-général de réserve honoraire, ancien attaché à la Maison militaire de S.M. le Roi Albert Ier.
- Messire Georges Massange de Collombs, écuyer, ingénieur civil des mines, ingénieur électricien.
- Messire Gaston Maus de Riolley, écuyer, membre correspondant de la Commission royale des Monuments et des Sites.
- Messire Jacques Pinte, écuyer.

## 1960

### Comtesse
- Dame Albertine de Villegas de Saint Pierre[Note 3], cofondatrice et trésorière de l'École d'infirmières Ste-Camille.

### Baron
- Chevalier Willy Coppens de Houthulst[Note 3], ancien attaché de l'Air à Londres, Paris et Rome, Croix de guerre 1914-1918 avec 27 palmes et 13 lions de bronze.
- Frans-de-Paul de Haas de Teichen[Note 18],[Note 6].

### Chevalier
- Firmin Van Brée[Note 3], directeur honoraire de la Société Générale de Belgique, président du Conseil d'Administration de la Fondation Hoover pour le développement de l'Université de Louvain.
- André Simonart[Note 3], docteur en médecine, chirurgie et accouchements, professeur à l'Université Catholique de Louvain, professeur à l'École de criminologie et de police scientifique de Bruxelles, rédacteur en chef de la Revue médicale de Louvain.

### Noblesse (Ecuyer)
- Roch de Diesbach Belleroche[Note 18].
- Jean de Hennin de Boussu Walcourt[Note 18].
- Pierre Naveau de Marteau, bourgmestre de Bommershoven, membre du Comptoir d'Escompte de la Banque Nationale de Belgique à Hasselt.
- Jean-Louis Orts[Note 5].

### Modification d'armoiries
- Baron François de Bassompierre
- Messire Jean de Bassompierre, écuyer.

## 1961

### Comte
- Messire Henri de la Barre d'Erquelinnes[Note 25], écuyer, bourgmestre de Jurbise, ancien ministre.
- Comte Maurice de Patoul[Note 22], maréchal honoraire de la Cour.

### Baron
- Chevalier Jean van den Branden[Note 3], professeur à l'Université Libre de Bruxelles, membre de l'Académie royale de Médecine de Belgique.
- Max de Gienanth[Note 18],[Note 29], ingénieur civil.
- Messire Jules Roberti de Winghe[Note 2], écuyer, notaire honoraire, ancien président de la Chambre des notaires de l'arrondissement de Louvain, ancien conseiller provincial du Brabant, ancien conseiller communal de Louvain.

### Chevalier
- Messire Xavier Nève de Mévergnies[Note 2], écuyer, docteur en droit.
- Messire Edmond Puissant d'Agimont d'Heer et Herlette[Note 2], écuyer.
- Messire Robert Scheyven[Note 3], écuyer, commissaire provincial honoraire au Ruanda-Urundi
- Messire Guy Scheyven[Note 3], écuyer directeur de l'Institut de Réescompte et de Garantie.
- Messire Xavier Thibaut de Maisières[Note 2], écuyer.

### Noblesse (Ecuyer)
- Fernand de Heusch[Note 5], major honoraire.

### Modification d'armoiries
- Messire Alexandre Kervyn de Marcke ten Driessche, écuyer.

## 1962

### Comte
- Messire Marie-François-Jehan Carpentier de Changy[Note 2], écuyer.
- Comte Ferdinand de Hemptinne[Note 17], fils de Messire Raoul de Hemptinne, écuyer, mort pour la Belgique.
- Petrus Ryckmans[Note 2],[Note 30], gouverneur général du Congo belge, époux de Magdalena Nève[Note 10].
- André Ryckmans[Note 2],[Note 30], administrateur territorial assistant principal au Congo belge, fils de Petrus Ryckmans et de Magdalena Nève, époux de Geneviève Corin[Note 10].
- Messire Charles-Albert Ullens de Schooten Whettnall[Note 2], écuyer.

### Chevalier
- Marcel Deroover[Note 3], lieutenant-colonel honoraire, administrateur de la Société de Bruxelles pour la Finance et l'Industrie.
- Messire Paul de Geradon[Note 2], écuyer, ancien administrateur des biens de S. M. le Roi Léopold III.
- Messires Louis et Jules d'Oreye de Lantremange[Note 2].

### Noblesse (Ecuyer)
- Etienne van Cutsem, auditeur militaire en campagne, greffier du tribunal arbitral franco-allemand pour la Sarre, ancien greffier du Tribunal international en Sarre.
- Albert et Frédéric van Strydonck.

## 1963

### Vicomte
- Paul van Zeeland[Note 2], ministre d'État, ancien premier Ministre, ancien ministre des Affaires étrangères et du Commerce extérieur, ancien membre du Sénat, ancien Président de l'Assemblée de la Société des Nations.

### Baron
- Charles-Paul de Cumont[Note 2], lieutenant-général, président du Comité des Chefs d'État-Major.
- Messire Léopold Dumont de Chassart[Note 2], écuyer, président du Comité des crédits de la Banque de Bruxelles à Charleroi.
- Messire Albert de Radzitzky d'Ostrowick[Note 15], écuyer, administrateur-directeur de la Banque de la Société Financière Bruxelloise.
- Messire Louis Scheyven[Note 2], écuyer, ambassadeur extraordinaire et plénipotentiaire aux États-Unis.
- Baron Jacques de Wykerslooth de Rooyesteyn[Note 14], major honoraire de réserve de cavalerie.
- Messire Hervé de Wykerslooth de Rooyesteyn[Note 12], écuyer.
- Aux enfants[Note 12] de Feu Messire Frédéric de Wykerslooth de Rooyesteyn, écuyer, et de son épouse Sévère-Marie de Villaines.

### Chevalier
- Chevalier Adolphe Braas[Note 17], professeur émérite et ancien doyen de la Faculté de droit de l'Université de Liège.
- Paul Lacoste[Note 3], docteur honoris causa de l'Université de Lille, commissaire général honoraire à la Promotion du Travail, cofondateur et commissaire du Gouvernement aux Expositions Nationales du Travail de Belgique.
- Messire Théodore Taymans[Note 2], écuyer, notaire du Roi.

### Noblesse (Ecuyer)
- Charles Beeckmans de West-Meerbeeck, conseiller à la Cour d'Appel de Bruxelles, substitut honoraire de l'Auditeur Militaire.
- Manuel Gernaert, administrateur directeur de la Société Belge de Banque, membre du Comité central de l'Association Belge des Banques.
- Marcel de Locht, secrétaire d'administration au ministère de la Justice.
- Sylvain de Moreau de Gerbehaye[Note 5], directeur de la Justice au ministère de la Défense nationale.
- Louis, Philippe, Frédéric et Elisabeth Orts[Note 5].
- Jan-Maria de Spot, directeur général de la SPRL Trefileries Léon Bekaert, ancien conseiller du Premier ministre, ancien délégué du gouvernement à l'UNESCO, membre de la Commission bancaire, membre du conseil de la CGER.

### Modification d'armoiries
- Barons Gaetan, Antoine et Maximilien della Faille d'Huysse.
- Comtes Honoré, Raoul, Louis, Edouard et Gérard de Liedekerke.
- Comte Guido de Liedekerke de Pailhe, bourgmestre de Petegem lez Audenarde.
- Les enfants d'Anne-Marie Imperiali des Princes de Francavilla, veuve du comte Gaston de Liedekerke de Pailhe et les enfants de la comtesse Elisabeth de Lichtervelde, veuve du comte Rasse-Raphaël de Liedekerke de Pailhe.
- Comte Rasse-René de Liedekerke de Pailhe, bourgmestre de Duras
- Les enfants de la comtesse Anne d'Oultremont, veuve du comte Paul de Liedekerke de Pailhe et les enfants de Marguerite de Brouchoven de Bergeyck, veuve du comte André de Liedekerke de Pailhe.
- Comtes Juan, Claude et René et les comtesses Marie et Olga de Liedekerke de Pailhe.
- Les enfants de Suzanne de Wykerslooth de Rooyesteyn, veuve du comte Aynard de Liedekerke-Beaufort
- Comtes Hadelin et Humbert de Liedekerke-Beaufort.

## 1964

### Comte / Comtesse
- Baron Gustave della Faille de Leverghem[Note 2].
- Messire Edmond della Faille de Leverghem[Note 15].
- Baron Venemar de Furstenberg[Note 2], ingénieur technicien agronome.
- Anne-Marie Visart de Bocarmé[Note 10], veuve du baron René Greindl, mort pour la Belgique à Buchenwald.
- Baron Philippe Greindl[Note 2].

### Baron
- Baron Gustave della Faille de Leverghem[Note 28]
- Messire Gaston de Gerlache de Gomery[Note 2], écuyer, promoteur et chef de l'Expédition Antarctique belge 1957 - 1959, bourgmestre de Mullem.
- Baron Romanus Moyersoen[Note 9], Ministre d'État, ancien président du Sénat, ancien ministre de l'Industrie et du Travail, ancien ministre des Affaires économiques.
- Messire Fernand Puissant Baeyens[Note 2], écuyer, vice-Président de la Banque de la Société Générale de Belgique, membre du Conseil Central de l'Économie, membre du Comité de Direction de l'Institut de Réescompte et de Garantie.
- Messire Stanislas de Radzitzky d'Ostrowick[Note 2], écuyer.
- Messire Charles van Ypersele de Strihou[Note 2], écuyer, lieutenant-colonel honoraire des Grenadiers.

### Chevalier
- Messire Henri de Codt[Note 2], écuyer.
- Albert Thys[Note 2], délégué général du Comité de gestion des Entreprises d'Électricité, administrateur délégué de la Compagnie Générale d'Entreprises Électriques et Industrielles.

### Noblesse (Ecuyer)
- Henri Ernst de la Graete, ancien attaché juridique au Haut Commissariat de Belgique dans les territoires rhénans à Coblence.
- Guy, Jean, Thierry et René de Pierpont.
- Léon Robin, conseiller héraldique du Ministère des Affaires étrangères, chef du Service de la noblesse, membre et greffier du Conseil héraldique.

### Modification d'armoiries
- Pour les enfants issus du mariage du baron René Greindl, mort pour la Belgique à Buchenwald, et d'Anne-Marie Visart de Bocarmé.

## 1965

### Comte / Comtesse
- Baronne Estelle de Tornaco, veuve du baron Pierre de Broqueville[Note 10].
- Baronne Antoinette de Vinck de deux Orp, veuve du baron André de Broqueville[Note 10].
- Comte Robert de Broqueville[Note 8].
- Barons Thierry, Baudouin et Jacques de Broqueville[Note 31]
- Messire Xavier de Hemptinne[Note 15], écuyer, docteur ès-sciences, chargé de cours à l'Université Catholique de Louvain, ancien professeur visiteur à l'Université Lovanium de Léopoldville.
- Messire Emmanuel Kervyn de Meerendré[Note 2],[Note 30], écuyer, époux de Marie-Louise Simonis[Note 10], capitaine-commandant de la Force publique au Congo, médaille d'or du Carnegie Hero Fund, mort en service commandé.
- Messire Philippe Lippens[Note 2], écuyer, président de Caritas secours de Caritas Catholicas, président du Secours International de Caritas Catholica.

### Baron
- Ludovic Van Bogaert[Note 3], docteur en médecine, agrégé de l'Université Libre de Bruxelles, Président de la Fédération Mondiale de Neurologie.
- Messire Jean-Baptiste van den Bosch[Note 2], ambassadeur extraordinaire et plénipotentiaire, secrétaire général du ministère des Affaires Étrangères et du Commerce extérieur.
- Messire Eric Dessain[Note 2], écuyer, mineur d'âge.
- Eugeen de Greef[Note 2], lieutenant-général en retraite, ancien ministre de la Défense, administrateur du Musée de la Dynastie.
- Messire Roger Janssens de Bisthoven[Note 2], écuyer, premier avocat général émérite près la Cour de cassation, ancien agent du Gouvernement belge près les Tribunaux arbitraux mixtes créés en exécution des Traités de paix de Versailles, de Saint-Germain-en-Laye et de Neuilly-sur-Seine.
- Jean Lequime[Note 3], professeur à l'Université Libre de Bruxelles, directeur de l'Institut de Recherches cardiologiques Prince Alexandre, membre de l'Académie royale de Médecine de Belgique.
- Messire Pierre Warnant[Note 3], écuyer, membre du Sénat, ancien président de la Commission des Affaires économiques du Sénat, membre de l'Assemblée parlementaire européenne

### Chevalier
- Guy Lamarche[Note 2].
- Messire Daniel Leyniers[Note 2], écuyer.
- Ludovicus Ortegat[Note 2], avocat honoraire, président honoraire de la Chambre de Commerce et d'Industrie de la région de Gand.
- Paul de Stexhe[Note 3], avocat au barreau de Charleroi, ancien membre de l'Ordre, ministre-secrétaire d'État à la Culture française, membre du Sénat.
- Messire Yves van Strydonck de Burkel[Note 3], écuyer, colonel en retraite, ancien attaché militaire, naval et de l'air près l'Ambassade de Belgique à Londres, ancien chef d'État-Major adjoint au Quartier Général du Group d'armées Nord de l'OTAN.

### Noblesse (Ecuyer)
- Jean-Marie et Etienne de Brabandere, avocats près la Cour d'appel de Gand.
- Jacques de Cock, notaire à Ypres, président de la Commission d'Assistance Publique d'Ypres.
- Jules Descampe, notaire à Waterloo, ancien membre de la Chambre des représentants, ancien bourgmestre de Waterloo.
- Philippe le Hodey, membre du Sénat.
- Joannes Jacobs, notaire à Bruxelles, ancien président de la Chambre des notaires de Bruxelles.
- Alfred et Eliane Lamarche.
- Georges de Meulenaere[Note 5].
- Robert Renier, colonel de réserve d'artillerie.

### Modification d'armoiries
- Messire André de La Hamaide, écuyer.
- Messire Robert Maus van den Eede, écuyer.

## 1966

### Comte
- Messire Renaud Carpentier de Changy[Note 15], écuyer.
- Messires André, Jacques et Claude Carpentier de Changy[Note 2], écuyers.
- Messire Marie-Victor de Marotte de Montigny[Note 2].

### Baron
- Antoon Bekaert[Note 2], Vice-Président des Tréfileries Bekaert, bourgmestre de Zwevegem.
- Messire Michel Donnet[Note 2], écuyer, général-major aviateur, adjoint d'État-Major Général.
- Jean Nagelmackers[Note 2], banquier, vice-président honoraire du Tribunal de Commerce de Liège, membre des Services de Renseignements et d'Action.
- Baron Patrick Nothomb[Note 32], attaché d'ambassade, ancien gérant du consulat général de Belgique à Stanleyville.
- Messire Simon-Pierre Nothomb[Note 4], écuyer, directeur des relations extérieures de l'Université de Louvain.
- Messire Charles-Ferdinand Nothomb[Note 4], écuyer, ancien secrétaire de cabinet du ministre secrétaire d'État à la Culture française.
- Messires Louis, Charles dit Carlos, Jean-Marie et Gérard de Radiguès de Chennevière[Note 2], écuyers.
- Pierre van der Rest[Note 2], président du Groupement des Hauts Fourneaux et Aciéries belges, président du Comité de la Sidérurgie belge, président du Centre belgo-luxembourgeois d'information de l'Acier.
- Henri Thienpont[Note 3], premier président de la Cour d'Appel de Gand.
- Messire Henri d'Udekem d'Acoz[Note 15], écuyer, avocat au barreau d'Ypres, membre suppléant de la Chambre des représentants, bourgmestre de Proven.

### Chevalier
- Messire Georges Coppieters de ter Zaele[Note 2], écuyer, major honoraire d'infanterie.
- Messire Emmanuel Coppieters de ter Zaele[Note 15], écuyer, directeur général de l'Institut royal des Relations Internationales.
- Petrus Martens[Note 3], professeur émérite à l'Université Catholique de Louvain, ancien président de l'Académie royale des Sciences, Lettres et Beaux-Arts de Belgique, membre correspondant de l'Institut de France.
- Messire Jean de Néeff[Note 2], écuyer, gouverneur du Brabant, ancien commissaire d'arrondissement de Louvain.
- André Thienpont[Note 3], président honoraire du Tribunal de première instance du Kivu.
- René Victor[Note 3], ancien bâtonnier du barreau d'Anvers, ancien professeur à l'Université libre de Bruxelles, membre de la Koninklijke Vlaamse Academie voor Wetenschappen, Letteren, en Schone Kunsten van België.

### Noblesse (Ecuyer)
- Victor Cooreman, industriel.
- Marc, Hadelin et Marie Desclée de Maredsous.

### Modification d'armoiries
- Barons Michel, Christian, Jean-Pierre, François, André della Faille d'Huysse.

## 1967

### Comte / Comtesse
- Madeleine Francqui[Note 10], veuve de Lucien-Joseph-Emile Francqui, Ministre d'État.
- Jacques Francqui[Note 2].
- Messire Eric de Villegas de Clercamp[Note 2], membre délégué du Conseil d'administration de la Société Générale de Banque.

### Vicomte
- Messire Jean le Hardÿ de Beaulieu[Note 15],[Note 33], écuyer, membre du conseil provincial du Hainaut, membre du conseil communal de Gosselies.

### Baron
- Baron Pierre de Bonvoisin[Note 8], professeur extraordinaire à l'Université Catholique de Louvain, président du Conseil d'Administration de la Banque de la Société Générale de Belgique.
- Charles-Victor Bracht[Note 2], président de la SA Bracht et Cie, président de l'Institut Bunge à Berchem-Anvers.
- Messire Vincent de Callataÿ[Note 3], écuyer, ancien directeur de la Section belge de l'Exposition Universelle et Internationale de Bruxelles 1958.
- Messire Pierre de Chestret de Haneffe[Note 3], écuyer, lieutenant aviateur honoraire.
- Eugénie Bulens[Note 10], veuve de Judocus-Emilius Van Dievoet.
- Baron Thierry Fallon[Note 14], colonel d'artillerie en retraite, ancien commandant du 19e régiment d'artillerie à cheval.
- Emile Genon[Note 3], président honoraire et ancien administrateur délégué de l'International Business Machine of Belgium, conseiller à vie de l'IBM World Trade Corporation de New York.
- Jacobus Van Luppen[Note 3], ancien administrateur directeur général de la Ford Motor Company of Belgium.
- Ernest Mélot[Note 2], avocat au barreau de Namur, chargé de cours aux Facultés Universitaires de la Paix à Namur, fils d'Augustin Mélot et de Margareta Verhaegen, morts pour la Belgique.
- Messire Laurent Wolters[Note 3], écuyer.
- Chevalier Pierre de Wouters d'Oplinter[Note 2], administrateur-délégué de la Banque Belge Limited, vice-président de la Chambre de Commerce belge en Grande-Bretagne.

### Chevalier
- Messire Michel-Charles Cleenewerck de Crayencour[Note 2], écuyer, fondé de pouvoir de la société Dumont Frères et Cie.
- Messire Jean Everard de Harzir[Note 2], écuyer.
- Charles Everarts de Velp[Note 2], secrétaire honoraire de la Maison de S.M. le Roi Léopold III, secrétaire général du Gouvernement près l'Exposition Universelle et Internationale de Bruxelles 1958.
- Messire Antonius van den Hove d'Ertsenryck[Note 2], écuyer, président du Tribunal de première instance de Turnhout.
- Messire Xavier Janne d'Othée[Note 2], écuyer, professeur émérite de l'Université de Liège, professeur à l'Académie de Droit International de La Haye.
- Jacques Pastur[Note 3], docteur en droit, lieutenant colonel aviateur honoraire, ancien pilote de la Royal Air Force, ancien chef de corps de l'École de pilotage de la Force Aérienne.
- Messire Léopold de Paul de Barchifontaine[Note 2], écuyer, commissaire d'arrondissement de Huy, ancien échevin d'Avin, juge de paix suppléant du canton d'Andenne.
- Messire Etienne de Spot[Note 2], écuyer, attaché honoraire à la Maison militaire du Roi, ancien instructeur à l'École de Cavalerie et à l'École Royale Militaire.
- Henricus Vandewyer[Note 3], professeur émérite de l'Université Catholique de Louvain, docteur ès lettres honoris causa "cum venia legendi" de l'Université de Salamanque, membre de la Koninklijke Academie voor Nederlandse Taal- en Letterkunde.
- Paul Vercruysse[Note 2], fondé de pouvoir à la Société Générale de Banque à Bruxelles.
- Messire Evrard de le Vingne[Note 2], écuyer, industriel.
- Ludovicus De Wolf[Note 3], président et cofondateur de la Société d'Électricité du Nord de la Belgique, vice-président de la Société Intercommunale Belge de Gaz et d'Électricité.

### Noblesse (Ecuyer)
- Lucien de Beco, ancien avocat près la Cour d'Appel de Bruxelles.
- William de Clercq, conseiller à la Cour d'Appel de Gand.
- Oscar-Emile et Oscar-Eugène Coomans de Brachène, docteurs en droit.
- Eric et Alain Delvaux de Fenffe.
- Robert Desprechins de Gaesbeke, président-administrateur délégué de la SA "Établissements Prayon de Pauw à Gand", consul général de l'Inde à Gand.
- Emile, Patrick et Catherine Francqui.
- Maurice de Hennin de Boussu Walcourt[Note 18].
- Jean Lemaigre, président du Comité exécutif de la société anonyme Glaverbel, ancien bâtonnier de l'Ordre des avocats du barreau de Charleroi.
- Jacques, Josephus, Henricus, Charles et André Mertens de Wilmars.
- Maurice Naveau, membre du Conseil central de l'économie, membre du Conseil supérieur des forêts, vice-président de la Société royale Forestière de Belgique.
- Pierre, Henry, Stanislas, Bernard, Rose, Sabine, Cathelyne et Christian Nolf.
- Joseph, Adrien, Philippe, Victor, Jacques, Fernand et Jean Roberti.

### Modification d'armoiries
- Messires Joseph, Maurice, Eugène, Hubert, Emmanuel et Walpart de la Kethulle de Ryhove, écuyers.
- Messire Charles de Wautier, écuyer, et dames Maria et Marina de Wautier, enfants adoptifs de Messire Auguste de Wautier, écuyer.

## 1968

### Comte
- Messire Albert de Bethune Hesdigneul[Note 2], écuyer, chevalier d'honneur et de dévotion de l'Ordre souverain de Malte.

### Vicomte
- Raoul Hayoit de Termicourt[Note 2], procureur général émérite près la Cour de Cassation.

### Baron
- Baron Jean van den Branden[Note 9], professeur honoraire à l'Université Libre de Bruxelles, membre titulaire de l'Académie royale de Médecine de Belgique.
- Messire Louis de Cartier de Marchienne[Note 2], écuyer.
- Emile Van Dievoet[Note 3],[Note 30],  ancien vice-président de la Chambre des Représentants, ancien ministre, membre de la "Koninklijke Vlaamse Academie voor Wetenschappen, Letteren, en Schone Kunsten van België".
- Baron Ernest Fallon[Note 14], général-major.
- Louis dit Henri de Moreau de Melen[Note 6], avocat à la Cour d'Appel de Liège, ancien vice-président du Sénat, ancien ministre de la Justice et de la Défense Nationale.
- Messires Jean et Philippe Poswick[Note 2], écuyers.
- Messire Etienne Terlinden[Note 3], écuyer.

### Chevalier
- Jean-Claude Beaucarne d'Eenaeme[Note 2], ingénieur.
- Messire Pierre Biebuyck[Note 2], écuyer, directeur général de la Fédération du commerce de l'appareillage électrique.
- Jean-Pierre Cartuyvels[Note 2], directeur de la société Boels et Begault, conseiller communal de Kraainem.
- Yves Devadder[Note 2], conseiller au cabinet du Roi, directeur général jurisconsulte au ministère des Affaires étrangères et du Commerce extérieur.
- Anatole de Granges de Surgères[Note 18],[Note 29], directeur général au ministère de la Justice, chef de cabinet honoraire du ministre de l'Intérieur.

### Noblesse (Ecuyer)
- Jacques Gilain, administrateur délégué de la SA Sucrerie & Raffinerie d'Embresin, membre de la Commission du sucre.
- Paul et Philippe Timmermans, administrateurs de la SA des Ateliers de Construction de la Meuse.
- Pierre et Jacobus van der Vaeren, respectivement président de la SA Brasserie Breda à Louvain et président directeur général de la SA Usines Stordeur à Wilsele.

### Modification d'armoiries
- Messires Pierre-Marie, Henri et Joseph de Foy, écuyers.

## 1969

### Comte
- Comte Gatien du Parc Locmaria[Note 34], Maître des cérémonies honoraire de la Cour, ancien Gouverneur du Roi, chevalier d'honneur de S.M. la Reine Astrid.
- Ernest-John Solvay de la Hulpe[Note 3], président honoraire de la société Solvay et Cie, président de la Fondation internationale scientifique, président du Fonds Bibliothèque Albert Ier, président honoraire du Fonds national de la Recherche scientifique

### Baron / Baronne
- Hubert Ansiaux[Note 3], Gouverneur de la Banque Nationale de Belgique, Gouverneur du Fonds Monétaire International.
- Messire Jacques Cogels[Note 2], écuyer, président du Groupement des Caisses d'Epargne privées.
- Messire Louis de Crombrugghe de Schipsdaele[Note 12], écuyer.
- Albertus Onghena[Note 3], administrateur de la General Motors Continental, administrateur de la Fédération des Entreprises de l'Industrie des Fabrications Métalliques.
- Cécile du Roy de Blicquy[Note 10], veuve du Chevalier Robert-Egide Pangaert d'Opdorp.
- Chevalier Robert-Louis Pangaert d'Opdorp[Note 2], conseiller d'ambassade.
- Messire Jean Paulus[Note 3], écuyer, chef de cabinet adjoint honoraire du Roi, avocat à Bruxelles.
- Messire André de Spirlet[Note 3], écuyer, directeur de la Société Générale de Belgique, administrateur délégué de la Compagnie Maritime Belge, président des Ateliers de Constructions Électriques de Charleroi, président des Usines à Cuivre et à Zinc de Liège
- Marie-Thérèse Wittouck[Note 10], veuve de Messire Jean-Marie Ullens de Schooten Whettnall, écuyer.
- Messires Antonius, Edouard et Guy Ullens de Schooten Whettnall[Note 2], écuyers.

### Chevalier
- Jean-Claude Beaucarne d'Eenaeme[Note 2], ingénieur.
- Georges van Hecke[Note 3], avocat à la Cour de cassation, assesseur à la Section législation du Conseil d'État, professeur à l'Université Catholique de Louvain.
- Messire Henry Lambert de Rouvroit[Note 2], écuyer, commissaire de l'arrondissement de Namur, ancien gouverneur intérimaire de la province de Namur, ancien réviseur de la Croix-Rouge de Belgique.
- Messire Adrien Maertens de Noordhout[Note 2], écuyer, avocat honoraire à la Cour d'Appel de Liège, juge au Tribunal de commerce de Liège.
- André Malevez[Note 2], industriel.
- Paul Parent[Note 3], ancien bâtonnier du barreau de Charleroi, président du Cercle royal Gaulois, Artistique et Littéraire, président du Crédit Général de Belgique.

### Noblesse (Ecuyer)
- Jean-Jacques Bregentzer, membre délégué du conseil d'administration et président du comité de gérance du siège administratif de la Société Générale de Banque à Mons.
- Hyacinthe Chaudoir, ancien conseiller de la Société de Bruxelles pour la Finance et l'Industrie.
- Roger Ferrier, avocat à la Cour d'appel de Bruxelles, ancien membre du Conseil de l'Ordre, président de la Commission juridique du Concours Musical International Reine Elisabeth de Belgique.
- André Woronoff[Note 18], secrétaire général du Comité d'étude des producteurs de charbon d'Europe Occidentale, secrétaire général de l'Association Charbonnière Européenne, ancien membre du Comité International du Scoutisme.

### Modification d'armoiries
- Messires Henri, Jean-François, Albert, Georges, Philippe, Léon Speeckaert, écuyers.

## 1970

### Vicomte
- Messires Jean-Pierre, Philippe et Charles le Hardÿ de Beaulieu[Note 2].

### Baron
- Jacques Dansette[Note 3], président de l'Association des Grandes Entreprises de Distribution de Belgique, Administrateur délégué et président du comité exécutif de la SA Sarma.
- Jean van Houtte[Note 2], Ministre d'État, ancien Premier ministre, ancien ministre des Finances.
- Messire Albert Warnant[Note 3], écuyer, administrateur de la SA Glaceries de St Roch, de la SA Carrières de Quenast, et de la SA Usine Emile Henricot.

### Chevalier
- Messire Albert Boone[Note 3], écuyer, président du tribunal de première instance de Turnhout, juge des enfants.
- Messire Emmanuel David[Note 3], écuyer, avocat honoraire à la Cour d'Appel de Liège.
- Chevalier François de Decker[Note 2], prisonnier politique 1914-1918, volontaire de guerre 1940-1945, résistant armé.
- Messire Manuel Gernaert[Note 3], écuyer, secrétaire général de la Société Générale de Banque, administrateur directeur de la Société Belge de Banque, membre du Comité central de l'Association Belge des Banques.
- Emmanuel Gilson de Rouvreux[Note 3], avocat à la Cour d'Appel de Bruxelles, doyen de l'Ordre National des Avocats de Belgique, consul général honoraire de Monaco.
- Gérard Thys[Note 2], administrateur délégué de la Société d'Études et de Gestion de Cimenteries.

### Noblesse (Ecuyer)
- Maurice et René de Moreau de Gerbehaye[Note 5].

### Modification d'armoiries
- Messire Jean van Zuylen, écuyer.

## 1971

### Comte
- Baron René Boël [Note 2], Président de la société Solvay, ancien président de la société Usines Gustave Boël, professeur honoraire à l'Université Libre de Bruxelles.
- Comte Antoine du Parc Locmaria[Note 17], ambassadeur extraordinaire et plénipotentiaire, ancien chef du protocole au Ministère des Affaires étrangères et du Commerce extérieur.
- Messires Pierre et Henri Pirenne[Note 15], écuyers.
- Thadée Plater-Zyberk[Note 18],[Note 6], chevalier d'honneur et de dévotion de l'ordre souverain de Malte.
- Andras Zichy[Note 18],[Note 6].

### Vicomte
- Messire Michel Berryer[Note 15], écuyer, administrateur principal à la Communauté Economique Européenne.
- Messire François et Alain Berryer[Note 2], écuyers

### Baron / Baronne
- Messire François-Joseph Carton de Wiart[Note 2], aide de camp honoraire du Roi
- Pierre Clerdent[Note 3], gouverneur honoraire de la province de Liège, ancien gouverneur de la province de Luxembourg.
- Messire Jacques Desclée[Note 2], écuyer, major aviateur honoraire, président de la société Desclée Frères.
- Baron Guy de Gaiffier d'Hestroy[Note 8], ingénieur agronome, conseiller communal de Houx.
- Baron Pierre de Gaiffier d'Hestroy[Note 8], ambassadeur extraordinaire et plénipotentiaire.
- Mathilde dite Thila Stas de Richelle[Note 10], veuve d'André Goethals.
- Jacques Goethals[Note 2], juge consulaire au tribunal de commerce de Courtrai, vice-président de la Chambre de Commerce et d'Industrie de Courtrai.
- Baron Robert Jooris[Note 2],[Note 22], écuyer, lieutenant-général en retraite, aide de camp honoraire du Roi.
- Messire Ignace de la Kethulle de Ryhove[Note 2], écuyer, ingénieur agronome.
- Messires Christian, Gabriel et Hervé de Meester de Betzenbroeck[Note 2], écuyers,
- Messire Adolphe Mols[Note 2], écuyer, directeur aux Glaceries Saint-Roch à Auvelais.
- Jean Poncelet[Note 13], docteur en droit, avocat honoraire près la Cour d'Appel de Liège, administrateur-délégué de la Fédération des Entreprises de l'Industrie des Fabrications Métalliques.
- Chevalier Oscar de Schaetzen[Note 2] , associé gérant statutaire de la Société en commandite simple O. de Schaetzen et Cie banquiers, et avocat honoraire.
- Chevalier Erard de Schaetzen[Note 2], notaire à Tongres, bourgmestre de Tongres, ancien membre du Sénat.
- Frédéric Speth[Note 3], professeur extraordinaire à la Vrije Universiteit Brussel, vice-président du Conseil supérieur de la Chasse, membre titulaire du Conseil international de la Chasse.
- Messires Guillaume dit Guy, Robert et Léon Terlinden[Note 2], écuyers.
- Joseph Urvater[Note 3], membre de la Commission de peinture moderne et de la Commission de sculpture des Musées royaux des Beaux-Arts de Belgique.
- Messire Baudouin Verhaegen[Note 15], écuyer, conseiller d'ambassade.
- Messires André et Adrien Wolters[Note 2], écuyers.

### Chevalier
- Arnold Godin[Note 2], docteur en droit, bourgmestre de Stavelot.
- Pierre Goemaere[Note 2], homme de lettres, membre d'honneur de la Société académique d'Histoire internationale, membre sociétaire de la Société des Gens de lettres.
- Louis Pigault de Beaupré[Note 2], avocat à la Cour d'Appel de Gand, attaché de légation honoraire.
- Jozef Rutsaert[Note 2], conseiller à la Cour de Cassation, membre du conseil d'administration du Fonds National de la Recherche Scientifique.

### Noblesse (Ecuyer)
- Edmond, Régis, Henry, Stanislas, Damien, Jean-Baptiste et Théodore Godin.
- Vincent Goethals, industriel.
- Fernand Kesteloot, président du Tribunal de première instance de Bruges, Membre de la Noble Confrérie du Saint Sang.
- Renaud, Léon, Olivier, Edouard, Nicolas, Alexandre, Chrétienne et Christine Lambert de Rouvroit.
- Claude, Alain, Patrick, Philippe, Janine et Annick Poncelet, enfants de Jean Poncelet.
- Paul van der Vaeren.

## 1972

### Baron
- Paul Orban[Note 3], avocat au barreau de Termonde, ancien bâtonnier, professeur émérite de l'Université de Gand, ancien représentant de la Belgique à la Commission internationale des Juristes à Genève.
- Roger De Staercke[Note 3], président honoraire de la Fédération des Industries belges, régent honoraire de la Banque Nationale de Belgique, président du Conseil d'administration de l'Office Belge du Commerce Extérieur.
- Pierre Wigny[Note 2], ancien vice-président de la Chambre des représentants, ancien ministre des Colonies, des Affaires étrangères, de la Justice, ancien membre du Parlement européen, membre de l'Académie royale de Belgique.

### Chevalier
- Messire Christian Le Fevere de Ten Hove[Note 2], notaire à Eertvelde.
- Jean Morelle[Note 3], professeur émérite de l'Université Catholique de Louvain, président de la Fondation médicale de l'Université de Louvain au Congo.
- Gérard de San[Note 3], directeur général au ministère de l'Éducation nationale et de la Culture française, président de la Commission ministérielle pour le droit d'auteur.
- Charles Schyns[Note 3], docteur en médecine, diplômé en médecine du travail et de législation sociale, diplômé en médecine tropicale, chargé de cours à l'Université de Lovanium.
- Maurice Sebrechts[Note 3], notaire honoraire.

### Noblesse (Ecuyer)
- Philippe, Ivan, Guy et Daniel Cruysmans.

## 1973

### Vicomte
- Gaston Eyskens [Note 2], Ministre d'État, ancien Premier Ministre, professeur à l'Université Catholique de Louvain.

### Baron
- Jean-Théophile Constant[Note 3], procureur général émérite près la Cour d'Appel de Liège, avocat général honoraire près la Cour militaire.
- Messire Etienne de le Court[Note 2], écuyer, chef de cabinet honoraire du Prince Royal, procureur général émérite près la Cour d'Appel de Bruxelles.
- Messire Simon-Louis Frédéricq[Note 15], écuyer, avocat à la Cour d'Appel de Gand.
- Messire Jacques Frédéricq[Note 2], écuyer, avocat à la Cour d'Appel de Gand.
- Arthur Grumiaux[Note 3], professeur de violon au Conservatoire royal de musique de Bruxelles, professeur extraordinaire à la Chapelle Musicale Reine Elisabeth.
- Franciscus dit Flor Peeters[Note 3], directeur honoraire et professeur d'orgues honoraire du Koninklijk Vlaams Muziekconservatorium d'Anvers, membre effectif de la Koninklijke Vlaamse Academie voor Wetenschappen, Letteren en Schone Kunste van België.

### Chevalier
- Pierre Bauchau[Note 3], Directeur Général de la Banque Commerciale Zaïroise.
- Henry Delwaide[Note 2], président émérite de la Cour d'Appel de Liège.
- Jean Michiels, président du Conseil d'administration et administrateur délégué de la société Côte d'Or.
- Messire Jan-Maria de Spot[Note 2], administrateur délégué de la Banque de Bruxelles, président de la Banque de Commerce.

### Noblesse (Ecuyer)
- Robert Fourmanoit, consul général honoraire de Belgique à Gênes, administrateur du Groupe Eternit Italie.
- Franciscus dit Frans Nobels, président Administrateur-délégué de la SA Nobels Peelman, administrateur directeur de la SA Nometal.

## 1974

### Vicomte
- Walter Ganshof van der Meersch[Note 2], procureur général émérite près la Cour de Cassation, juge à la Cour européenne des droits de l'homme, ancien juge ad hoc à la Cour internationale de justice.

### Baron
- Messire Charles-Albert Gendebien[Note 2], écuyer, ancien membre du Sénat, ancien membre et questeur de la Chambre des représentants, ancien bourgmestre de Thuin.
- Messire Ghislain de Meester[Note 15], écuyer.
- Messires Léopold, Conrad et Jean de Meester[Note 2], écuyers.
- Messire Emmanuel de Meester de Ravenstein[Note 15], écuyer.
- Messires Christian et Dominique de Meester de Ravenstein[Note 2], écuyers.

### Chevalier
- Eugène Charpentier[Note 3], ancien vice-président de la Chambre des représentants, juge de paix suppléant, ancien bâtonnier de l'ordre des avocats de Huy.
- Ides-Marie Floor[Note 3], major du Corps des Agents de Renseignement et d'Action, ancien chef du service "Action clandestine en territoire belge occupé" du Gouvernement belge en Grande-Bretagne.

### Noblesse (Ecuyer)
- Georges, Geoffroy, Stéphane et Isabelle Boucquéau.
- Antoine d'Hennezel[Note 18], docteur en sciences économiques et sociales, membre du conseil communal de Saint Gilles.

## 1975

### Comte
- Messire Robert Lippens[Note 2], écuyer, président administrateur délégué de la Société Générale de Sucrerie, administrateur délégué des Sucreries des Flandres à Moerbeke-Waas.

### Vicomtesse
- Comtesse Marie d'Oultremont[Note 10], veuve de Messire Jean de Beughem de Houtem, écuyer.

### Baron
- Albert Fallon[Note 3], juge social auprès du Tribunal du Travail à Tournai, membre délégué du Comité d'administration du siège de Tournai de la Société Générale de Banque.
- Messires Michel et Gérard Gendebien[Note 2], écuyers, frères.
- Joannes Goris dit Marnix Gijsen[Note 3], ambassadeur honoraire, membre de la Koninklijke Academie voor Nederlandse Taal- en Letterkunde.
- Charles Héger[Note 2], ancien ministre, ancien membre du Sénat, ancien membre de la Chambre des représentants.
- Paul Mahaux[Note 3], premier avocat général émérite près la Cour de Cassation, avocat général honoraire près la Cour militaire.
- Albert Mélot[Note 2], vice-président honoraire près le Tribunal de premier instance de Namur
- Messire René Nottebohm[Note 2], écuyer, administrateur de la Clinique Nottebohm, administrateur des sanatoria de la province d'Anvers.
- Baron Guy de Roest d'Alkemade Oem de Moesenbroeck[Note 14].
- Jacques de Thier[Note 3], ambassadeur honoraire.
- Franz de Voghel[Note 3], ancien ministre des Finances, vice-gouverneur honoraire de la Banque Nationale de Belgique, président honoraire de l'Institut de Réescompte et de Garantie, professeur émérite de l'Université Catholique de Louvain.

### Chevalier
- Messire Charles de Crane d'Heysselaer[Note 4], écuyer.
- Messire Ivan Feyerick[Note 2], écuyer, ancien régent de la Banque Nationale de Belgique, président honoraire de la Fédération nationale des Chambres de commerce et d'industries de Belgique.
- Marie-Octave-Albert Snyers d'Attenhoven[Note 3], ancien membre du Sénat, échevin des régies et du Contentieux de la Ville de Bruxelles, major de la Résistance.

### Noblesse (Ecuyer)
- René et Albert de Brouwer, administrateur-directeur de la SA Electrobel.
- Georges, Pierre, Robert et Edmond de Bruyn.
- Paul Coart, professeur émérite ordinaire à l'Université Catholique de Louvain, assesseur à la section législation du Conseil d’État.
- Henri, Albert et Jean-Pierre Pirlot de Corbion.

### Modification d'armoiries
- Messires Pierre, Jacques et Jean Jungers, écuyers.
- Baron Jean-Baptiste-Charles Snoy et d'Oppurs, ancien ministre des Finances, secrétaire général honoraire du ministère des Affaires économiques.
- Barons Frédéric, Jacques, Jean, Michel, Pierre, Guillaume, Henry, Thierry, Jean-Jacques Snoy.

## 1976

### Baron
- Charles dit Carlo Bronne[Note 3], président honoraire de la Cour Militaire, président du Conseil scientifique de la Bibliothèque royale Albert Ier.
- Fernand Lepage[Note 3], premier président émérite du Conseil d'État, administrateur honoraire de la Sûreté de l'État.
- Jacob-Lodewijk-Gerard Walschap[Note 3], membre de la Koninklijke Academie voor Nederlandse Taal- en Letterkunde.

### Noblesse (Ecuyer)
- Ulric Ernst de la Graete, ingénieur civil, chef de secteur à la Fabrique Nationale de Herstal.
- Christian et Benoît de la Hamayde[Note 5].
- André Lamarche.
- Christian et Etienne le Polain de Waroux, volontaires de guerre 1940-1945.
- Robert et Gérard van Rijckevorsel.
- René Thibaut de Maisières.

### Modification d'armoiries
- Messire Joseph Dessain, écuyer, substitut honoraire du procureur du Roi.
- Messire Charles van Zuylen, écuyer.

## 1977

### Baron / Baronne
- Clément dit Fernand Graindorge[Note 3], président-administrateur délégué du Conseil d'administration de la SA F.G.M. Graindorge.
- Albert Lilar[Note 3],[Note 30], ministre d'État, ancien ministre de la Justice.
- Chevalier André Simonart[Note 3], docteur en médecine, chirurgie et accouchements, professeur émérite à l'Université Catholique de Louvain, ancien professeur à l'École de criminologie et de police scientifique de Bruxelles.
- Suzanne Verbist[Note 13], veuve d'Albert Lilar, ministre d'État, membre de l'Académie royale de Langue et Littérature françaises.
- Baron Franz de Voghel[Note 9], ancien ministre des Finances, vice-gouverneur honoraire de la Banque Nationale de Belgique, président honoraire de l'Institut de Réescompte et de Garantie, professeur émérite de l'Université Catholique de Louvain.

### Chevalier
- Messire Robert Desprechins de Gaesbeke[Note 2], écuyer, président-administrateur délégué de la SA "Établissements Prayon de Pauw à Gand", consul général de l'Inde à Gand.
- Chevalier Paul de Stexhe[Note 9], avocat au barreau de Charleroi, ancien membre de l'Ordre, ancien ministre, membre du Sénat.

### Noblesse (Ecuyer)
- Georges d'Andrimont.
- Edouard, Alfred, Thomas et Richard Case[Note 18].
- Clément de Corswarem[Note 5].
- Jean et Thomas van Rijckevorsel.

## 1978

### Prince
- Rudolf de Habsbourg-Lorraine[Note 18],[Note 6],[Note 7]

### Baron
- Albert Lacquet[Note 3], professeur émérite à la Katholieke Universiteit Leuven, secrétaire perpétuel de la Koninklijke Academie voor Geneeskunde van België.
- Franz Tilmans[Note 3], ancien président du Conseil d'administration et du Comité de direction de la SA Phenix Works et de la SA Phenix Aluminium.
- Baron Michel de Witte de Haelen[Note 22].

### Chevalier
- Reimond de Waepenaert[Note 5],[Note 2], ancien bourgmestre de Sint-Pauwels.

### Noblesse (Ecuyer)
- René Lamarche.
- Adrien de Waepenaert[Note 5].

## 1979

### Baron
- Paulus Paelinck[Note 13], secrétaire de Sa Majesté la Reine Fabiola.
- Josephus Vandermeulen[Note 13].

### Noblesse (Ecuyer)
- Jean-Pierre et Franciscus d'Hanens.

### Modification d'armoiries
- Messire Philippe de Bounam de Ryckholt, écuyer.

## 1980

### Comte
- Claude de Lannoy-Clervaux[Note 6].

### Noblesse (Ecuyer)
- Eric, Serge et Astrid de Behr [Note 5]
- Diego de Villa de Castillo[Note 5]

## 1981

### Noblesse (Ecuyer)
- Charles-Dieudonné, Charles-Georges, Virginia et Marcel de Barquin[Note 5].
- Guy et Georges Penneman de Bosscheyde[Note 5].

## 1982

### Baron
- Messire Jean de Bassompierre[Note 3], écuyer, ambassadeur honoraire.
- Albert Crahay[Note 3], lieutenant-général en retraite, commissaire royal au Problème de l'Eau.
- Messire John Kervyn de Meerendré[Note 3], écuyer, attaché honoraire à la Maison du Prince et de la Princesse de Liège.
- Messire Philippe Lambert [Note 3], écuyer.
- Chevalier Pierre van Outryve d'Ydewalle[Note 2], gouverneur honoraire de la Flandre Occidentale.

### Chevalier
- Messire Marcel Boone[Note 3], écuyer, juge consulaire au Tribunal de commerce de Turnhout, juge des enfants.
- Jacques Bribosia[Note 2].
- Messire Charles Desclée de Maredsous[Note 3], écuyer.
- Charles van Renynghe de Voxvrie[Note 13], conservateur honoraire du Musée Merghelynck.

### Noblesse (Ecuyer)
- Paul Bribosia.
- Emile de Walque.

## 1983

### Prince
- Carl-Christian de Habsbourg-Lorraine[Note 18],[Note 6],[Note 7]

### Comte
- Baron Jean-Baptiste-Charles Snoy et d'Oppurs[Note 3], ancien ministre des Finances, secrétaire général honoraire du ministère des Affaires économiques.

### Vicomte
- Frédéric Dumon[Note 3], procureur général émérite à la Cour de Cassation, ancien avocat général à la Cour de justice Benelux.

### Baron / Baronne
- Frans-Antoon Van Den Bergh[Note 3], président honoraire de Tabacofina SA et du Conseil d'administration de Janssens Pharmaceutica.
- Messire Jean de Cooman d'Herlinckhove[Note 2], écuyer, avocat honoraire, président du Conseil et administrateur-délégué de la SA Delhaize "Le Lion", régent honoraire de la Banque Nationale de Belgique.
- Georges Danloy[Note 3], général-major en retraite.
- Josepha Verlinden[Note 10], veuve de Leonard Delwaide.
- Albert Englebert[Note 3].
- Emiel François[Note 3], docteur en médecine, professeur émérite à l'Université de Gand, ancien directeur de la Clinique ophtalmologique.
- Renée Lippens[Note 13], présidente du Conseil d'administration du Théâtre National de Belgique.
- Eugène Rittweger de Moor[Note 3], ambassadeur près le Saint Siège.
- Cecil-André de Strycker[Note 3], gouverneur honoraire de la Banque Nationale de Belgique, ancien Gouverneur pour la Belgique du Fonds Monétaire International.
- Georges Vivario[Note 3], lieutenant-général en retraite, aide de camp honoraire du Roi.

### Chevalier
- Jean Van Damme[Note 3].
- Jean-Paul Van Gysel[Note 3]
- Ludovicus Teysen[Note 3], lieutenant-général en retraite, aide de camp honoraire du Roi, président de la "Koninklijke Vlaamse Ingenieursvereniging".

### Noblesse (Ecuyer)
- Guy du Bois, président-administrateur délégué de la SA Spa Monopole, administrateur de la Fédération des Industries agricoles et alimentaires.
- Robert Callebaut.
- Paulus de Chaffoy de Courcelles[Note 5].
- Anne-Marie de Hennin de Boussu Walcourt[Note 5], veuve de Messire Antoine du Bois de Bounam de Ryckholt, écuyer.
- Robert, Claude et Hugues de Hennin de Boussu Walcourt[Note 5].
- Frédéric et Marc van der Kelen.
- Jean-Sigismond Miszewski[Note 5]
- Adrien Modera dit Sauerwein.
- Martha De Ro[Note 13], veuve d'Alfred van der Kelen.
- Pierre Willems de Maredsous.
- Marcus Wittock, docteur en droit.

## 1984

### Baron / Baronne
- Rogerus Avermaete[Note 13], Secrétaire Général de la Commission d'Assistance Publique d'Anvers, membre associé de l'Institut de France.
- Gustave Camus[Note 13], Membre de l'Académie royale des Sciences, des Lettres et des Beaux-Arts de Belgique.
- René Didisheim[Note 2], ancien secrétaire général de l'Agence Interalliée des Réparations, avocat honoraire près la cour d'appel de Bruxelles.
- Messire François Lejeune de Schiervel[Note 2], écuyer, vice-président de la Commission royale des monuments et des sites, ancien commissaire du Gouvernement pour la Région de Spa et des Fagnes.
- Chaïm-Pinchos Perelman[Note 3],[Note 30], docteur en philosophie, ancien doyen de la Faculté de philosophie de l'Université Libre de Bruxelles, membre de l'Académie royale des Sciences, Lettres et Beaux-Arts de Belgique.
- Fajga-Estera Liwer[Note 10], veuve de Chaïm Pintos Perelman, docteur en philosophie, ancien doyen de la Faculté de philosophie de l'Université Libre de Bruxelles, membre de l'Académie royale des Sciences, Lettres et Beaux-Arts de Belgique.
- Marcel Poot[Note 13], directeur honoraire du Conservatoire royal de Bruxelles, président honoraire belge de la Société belge des Auteurs, Compositeurs et Éditeurs SABAM, président honoraire du Jury du Concours musical international Reine Elisabeth.
- Robert Rotschild[Note 3], ambassadeur honoraire, chef de cabinet honoraire au Ministère des affaires étrangères.
- Messire Gilbert Thibaut de Maisières[Note 3], écuyer.
- Michel Woitrin[Note 3], professeur à l'Université Catholique de Louvain, membre du Conseil d'administration de l'UCL, administrateur général de l'UCL.

### Chevalier
- Walter Vanden Avenne[Note 3], industriel.
- Albert Beyltjens[Note 13] , administrateur de Fabrimetal, bougmestre honoraire de Hove-lez-Anvers.
- Alfred Bourseaux[Note 3], Président de la Chambre de Commerce d'Eupen-Malmédy-Saint-Vith.
- Georges-Gérard Martin[Note 3], Président directeur-général du Groupe Royale Belge.
- Jean-Pierre Timmermans[Note 3], directeur central honoraire de la Banque Bruxelles Lambert, membre de la Société Royale d'Économie Politique de Belgique, conseiller de la Société royale de Géographie d'Anvers.

### Noblesse (Ecuyer)
- Yves de Laveleye.
- Luc, Jean et Philippe de Lovinfosse.
- Jacques Rotsart de Hertaing[Note 5].

## 1985

### Comtesse
- Andrée De Jongh[Note 13], major des Services Renseignements et Actions, fille de Frédéric De Jongh, mort pour la Belgique.

### Baron / Baronne
- Eugène de Barsy[Note 13], professeur émérite à l'Université Libre de Bruxelles, président honoraire de la Commission bancaire.
- Hendrik Cappuyns[Note 13], régent honoraire de la Banque Nationale de Belgique, président honoraire du Vlaamse Economisch Verbond.
- Messire Harold della Faille de Leverghem[Note 3].
- Messire Josephus dit Josse Mertens de Wilmars, écuyer, ancien président de la Cour de Justice des Communautés européennes, ancien membre de la Chambre des représentants, assesseur honoraire de la Section de Législation du Conseil d'État.
- Messire Jean Powis de Tenbossche[Note 3], écuyer, lieutenant-colonel e.r., chef de la Maison civile du Chef de l'État du Zaïre.
- Albert de Scoville[Note 3], secrétaire perpétuel de l'Académie royale de Médecine de Belgique, associé étranger de l'Académie nationale de médecine, professeur ordinaire à la faculté de médecine de l'Université de Liège.
- Eveline Vandeneynde[Note 13], secrétaire générale de la "Ligue d'aide aux infirmes moteurs cérébraux de la Communauté Française"
- Alfred Wauters[Note 3], premier président émérite de la Cour de Cassation, président honoraire de la Cour de Justice du Benelux, président honoraire de la Cour d'Appel de la Juridiction internationale de Tanger.

### Chevalier
- Adrien De Backer, dit Claude Étienne [Note 3], fondateur et directeur du Théâtre du Rideau de Bruxelles, professeur honoraire au Conservatoire royal de Bruxelles.
- Albert Van Damme[Note 3].
- Jean le Pas de Sécheval[Note 3], administrateur de l'Organisation de Coopération et de Développement Economique.

### Noblesse (Ecuyer)
- André  André-Dumont, ancien administrateur délégué des charbonnages André-Dumont
- Georges André-Dumont, directeur de la société des Minerais.
- Alfred, Antoine, Albert et Ignace Claeys Boúúaert. Alfred Claeys Boúúaert était gouverneur honoraire du Ruanda-Urundi et ancien représentant de la Belgique au Conseil des Tutelles des Nations-Unies.
- Leo et Jacobus Delwaide.
- Yves Schmitz, président honoraire de la Cour d'Appel de Bruxelles.

### Modification d'armoiries
- Baron Guido dit Guy della Faille d'Huysse, ancien conseiller provincial de la Flandre Orientale, bourgmestre honoraire d'Elene, membre de l'expédition belge dans l'Antarctique 1957-1959.

## 1986

### Vicomte
- Messire René della Faille de Waerloos[Note 3], président de la Société royale de Zoologie d'Anvers, président de la Société royale de Géographie d'Anvers.

### Baron / Baronne
- Henri Bernard[Note 3], professeur émérite à l'École Royale Militaire, major de la résistance, cofondateur du service clandestin de renseignements "Luc".
- Raymond Charles[Note 3], procureur général émérite à la Cour de Cassation, administrateur à la Donation Royale.
- Messire Michel Didisheim[Note 12], écuyer, chef de cabinet honoraire de S.A.R. le Prince Albert.
- Henri Fossion[Note 3], président national des Plus grands mutilés et invalides de guerre.
- Anna Geerts[Note 13],[Note 10], veuve de Jacques Stoclet.
- Jean-Louis Grauls[Note 3], ambassadeur extraordinaire et plénipotentiaire, chef de cabinet honoraire du Premier ministre, secrétaire honoraire du Conseil des ministres.
- Messire Christian Houtart[Note 3], écuyer, lieutenant-colonel de réserve.
- Messire Daniel Janssen[Note 3], écuyer, président honoraire de la Fédération des Entreprises de Belgique, président honoraire de la Fondation Hoover pour le développement de l'Université Libre de Bruxelles.
- Messire Hubert Simonart[Note 2], écuyer, administrateur du Mémorial national du Fort de Breendonk, ancien conseiller communal de Tildonk.
- Messire Jacques De Staercke[Note 3], écuyer, ancien membre de la Chambre des représentants, administrateur délégué de Fabrimetal, ancien membre de l'Institut des Reviseurs de Banque.
- Baron Gilbert Thibaut de Maisières[Note 9].
- Robert Vaes[Note 3], ambassadeur honoraire, chef de cabinet honoraire du Ministre du Commerce extérieur.
- Andreas Vlerick[Note 3], ancien ministre des Finances, ancien ministre-secrétaire d'État à l'Économie régionale, sénateur honoraire, professeur honoraire à la Rijksuniversiteit Gent

### Chevalier
- Jean de Broux[Note 3], président du Syndicat d'Initiative et de Promotion de Bruxelles, Administrateur délégué de l'Office du Tourisme de Bruxelles.
- Messire Jacques de Cock[Note 3], écuyer, notaire honoraire à Ypres, président du conseil de l'aide sociale de la ville d'Ypres.
- Henri Collinet[Note 2], docteur en droit.

### Noblesse (Ecuyer)
- Serge de la Roche, docteur en sciences chimiques, diplômé en administration des entreprises.

### Modification d'armoiries
- Baron Alfred Fallon Kund.

## 1987

### Baron / Baronne
- Angèle Manteau [Note 13],[Note 10], éditeur, veuve de François Closset.
- Marcel Nicolet[Note 3], premier prix du Concours universitaire (1935-1937), premier directeur de l'Institut d'Aéronomie Spatiale de Belgique, ancien directeur du Centre national de Recherches de l'Espace.
- Baron Idesbalde Rotsart de Hertaing de Kerchove d'Exaerde[Note 17],[Note 30].
- Marc Santens[Note 3], président du Groupe Santens, président honoraire de la Fédération du Textile, président honoraire du Vlaams Economisch Verbond, président honoraire de la Chambre de Commerce d'Audenarde.
- Messire Marc Verhaeghe de Naeyer[Note 3], écuyer, président honoraire de la société anonyme Bekaert, président honoraire de Fabrimetal.

### Chevalier
- Jacques De Bruyn[Note 13], conseiller général honoraire de l'Association belge des Banques.
- Louis Casterman[Note 3], éditeur.
- Petrus Herbosch[Note 13], consul général de Monaco, censeur honoraire de la Banque Nationale de Belgique.
- Messire Etienne van der Rest[Note 3], écuyer, président de la Société anonyme Eternit, président de l'Union professionnelle des Producteurs de Fibres-Ciment.
- André De Rouck[Note 3], administrateur de sociétés, bourgmestre honoraire de Dikkelvenne.

### Noblesse (Ecuyer)
- Fabrizio Massoni[Note 18], avocat au barreau de Bruxelles.
- Armand de Moreau de Gerbehaye[Note 5].
- Hughes Nolet de Brauwere van Steeland, administrateur de sociétés, président du Secours International de Caritas Catholica, administrateur de l'Œuvre Nationale de l'Aide à la Jeunesse.

## 1988

### Vicomte
- André Schöller[Note 3], Grand Maréchal honoraire de la Cour, vice-gouverneur général honoraire du Congo belge.

### Baron
- Paul Vander Heyde[Note 3], notaire, juge de paix suppléant.
- Messire François Joly[Note 2], écuyer.
- Chevalier Etienne de Spot[Note 3], attaché honoraire à la Maison militaire du Roi, ancien instructeur à l'École de Cavalerie et à l'École Royale Militaire.
- Messire Léopold Thibault de Boesinghe[Note 3], écuyer, docteur en médecine, spécialiste en radium et radiothérapie, chef de travaux de l'Université de Gand, honorary member of the American Academie of Thermology.

### Chevalier
- Jacques Brassinne[Note 3], secrétaire général de la Conférence de la Table Ronde Politique relative à l'accès du Congo à l'Indépendance, secrétaire général du Conseil régional Wallon.
- Jacques Brotchi[Note 3], professeur de neurochirurgie à l'Université libre de Bruxelles, gouverneur de l'Université Hébraïque de Jérusalem.
- Chevalier Marie-Octave-Albert Snyers d'Attenhoven[Note 9], ancien membre du Sénat, échevin des régies et du Contentieux de la Ville de Bruxelles, major de la Résistance.
- Philippe de Somer[Note 3], ingénieur commercial.
- Messire Georges Speeckaert[Note 3], écuyer, secrétaire général de l'Union des Associations Internationales.
- Guy Spoo[Note 3].

### Noblesse (Ecuyer)
- Jean, Michel et Louis Breydel de Groeninghe[Note 35]
- Pierre Grosjean, président fondateur de la Ligue Esthétique Belge.
- Pierre, François et Vincent van der Mersch.

## 1989

### Comte
- Albert Guérisse dit Pat O'Leary[Note 3], général-major-médecin honoraire, directeur honoraire du service médical des Forces Armées Belges.
- William Ugueux[Note 3], professeur émérite à la Faculté des Sciences économiques, Politiques et Sociales de l'Université Catholique de Louvain, directeur du journal "Le vingtième siècle", fondateur et directeur du journal "La Cité".

### Baron / Baronne
- André Vanden Abeele[Note 3], vice-Président de la Koninglijke Commissie voor Monumenten en Landschappen, ancien échevin et conseiller communal de la ville de Bruges.
- Claudine Delens[Note 13],[Note 10] , veuve de René Poncelet, fondatrice et présidente du conseil d'administration de l'association sans but lucratif "Compagnons Dépanneurs".
- Messire Eugène Van Dyck[Note 3], écuyer, administrateur-délégué de la Bell Telephone Manufacturing Company, vice-président de la SA Alcatel, administrateur de la Fondation cardiologique Princesse Liliane.
- Jean Marquet[Note 2], docteur en médecine, secrétaire général de la Fondation Mondiale des Sociétés d'Oto-Rhino-Laryngologies (I.F.O.S.), professeur ordinaire à l'Université d'Anvers.
- Baron Christian de Posch[Note 8], Maître de cérémonies honoraire de la Cour, ancien commandant des Palais Royaux.
- Philippe Roberts-Jones[Note 3], secrétaire perpétuel de l'Académie royale des Sciences, des Lettres et des Beaux-Arts de Belgique, conservateur en chef honoraire des Musées royaux des Beaux-Arts de Belgique.
- Maria Rosseels[Note 13], écrivaine, membre de la Koninklijke Academie voor Nederlandse Taal- en Letterkunde, docteur honoris causa de la Katholieke Universiteit Leuven.

### Chevalier
- Ludovic Caeymaex[Note 3], administrateur-directeur-général honoraire de la Sûreté Publique.
- Richard Evers[Note 3], président honoraire du Crédit Général, économe général et membre du bureau exécutif de la Croix-Rouge de Belgique.
- Victor Van Honsté[Note 3], procureur général émérite près la Cour d'Appel de Bruxelles.
- Jean Reyers[Note 3], président honoraire de la Commission de la Bourse, président de la Caisse de garantie des agents de change, ancien président du Comité des Bourses de la C.E.E.
- Paulus Willemen[Note 3], président honoraire de la Confédération nationale de la Construction, président honoraire de la Fédération internationale des Entreprises de la Construction (FIEC), vice-président de la Fédération des Entreprises de Belgique.

### Noblesse (Ecuyer)
- Yves d'Hanens.
- Jacques d'Hemricourt[Note 5].
- Paul de Pessemier 's Gravendries, administrateur-délégué de l'Association royale des Demeures historiques de Belgique, administrateur-délégué de "Maisons d'hier et d'aujourd'hui".
- Benoît, Jean-Luc, Thierry, Baudouin Poncelet, enfants de Claudine Delens et René Poncelet.
- Carolus Uyttenhove, président honoraire de la Fédération Internationale des Industries Textiles, président fondateur du Comité de Coordination des Industries textiles de la Communauté Economique Européenne.
- René de Valensart Schoenmaeckers, administrateur de sociétés.

## 1990

### Vicomte
- Messire Christian de Duve[Note 3], écuyer, prix Nobel de Médecine 1974, professeur émérite à l'Université Catholique de Louvain et de la "Rockefeller University" à New York, prix Francqui 1960.
- Ilya Prigogine[Note 3], docteur en sciences chimiques, prix Nobel de Chimie 1977, professeur émérite de l'Université Libre de Bruxelles, prix Francqui 1955, ancien président de l'Académie royale des Sciences, des Lettres et Beaux-Arts de Belgique.

### Baron
- Messire Leo Delwaide[Note 3], écuyer, avocat au barreau d'Anvers, juge belge à la chambre des appels de la Commission centrale pour la Navigation du Rhin à Strasbourg.
- Jean Godeaux[Note 3], gouverneur honoraire de la Banque Nationale de Belgique, président honoraire de la Commission bancaire, président honoraire de l'Office National du Ducroire.
- Joris dit Georges Heylen van Oirland[Note 13], administrateur de sociétés.
- André Jaumotte[Note 3], recteur honoraire de l'Université Libre de Bruxelles.
- Raymond Lemaire[Note 3], professeur émérite de l'Université Catholique de Louvain et la Katholieke Universiteit Leuven, fondateur et président d'honneur du Conseil International des Monuments et des Sites.
- Roger Van Overstraeten[Note 3], professeur extraordinaire à la Katholieke Universiteit Leuven, directeur général d'IMEC (Centre Interuniversitaire de Micro-électronique), membre de la Koninklijke Academie voor Wetenschappen, Letteren and Schone kunsten van België.
- Georges Sion[Note 2], secrétaire perpétuel de l'Académie Royale de Langue et Littérature françaises, membre belge de l'Académie Goncourt, membre belge du Conseil Littéraire de la Fondation Prince Pierre de Monaco.
- Louis-Paul Suetens[Note 3], juge à la Cour d'Arbitrage, professeur extraordinaire à la Katholieke Universiteit Leuven.
- Robert Triffin[Note 13], docteur en économie de l'Université de Harvard, professeur émérite d'économie de l'Université Catholique de Louvain et à l'Université de Yale, membre associé de l'Académie royale des Sciences, des Lettres et Beaux-Arts de Belgique.
- Messire Edouard van Zuylen[Note 3], écuyer, industriel.

### Chevalier
- Raoul Mollet[Note 3], ancien président du Comité olympique et interfédéral belge.
- Marc de Smedt[Note 3], premier président émérite de la Cour d'Appel de Bruxelles, subsitut honoraire de l'Auditeur Général près la Cour militaire, professeur honoraire à l'École Royale Militaire.
- Robert Stouthuysen[Note 3], président honoraire du Vlaams Economisch Verbond.
- Albert Tricot, docteur en médecine, chirurgie et accouchements de l'Université Libre de Bruxelles, maître de conférence honoraire à la Vrije Universiteit Brussel, membre du Conseil d'administration du Comité Olympique et Interfédéral Belge.

### Noblesse (Ecuyer)
- Bernard de Barsy, chirurgien, professeur à l'Université Catholique de Louvain.
- Guy Storme, industriel.

## 1991

### Comte
- Pierre Harmel[Note 12], ministre d'État, ancien président du Sénat, ancien premier Ministre, ancien vice-président de la Chambre des représentants.

### Baron
- Jan Delva[Note 3], président de la Cour d'Arbitrage, conseiller honoraire de la Cour de Cassation.
- Walther Fiers[Note 3], professeur ordinaire à la Faculté des sciences et directeur-chef de service du laboratoire de biologie moléculaire de l'Université d'État à Gand.
- Paul Janssens[Note 3], professeur extraordinaire à la Katholieke Universiteit Leuven, ancien président du "Collegium Internationale Neuro-Psychopharmacologicum".
- Gilbert De Landsheere[Note 3], professeur émérite de l'Université de Liège, président de la Fondation universitaire, vice-président de la Fondation Roi Baudouin.
- André Nerincx[Note 3], docteur en droit, licencié en notariat.
- Feu Messire Guy de Bassompierre[Note 3],[Note 30], écuyer, conseiller d'ambassade, époux de Nathalie Van Den Abeele[Note 10].
- Jean-Simon Bloch[Note 13], président honoraire du Consistoire central israélite de Belgique, président d'honneur de la Centrale des Œuvres sociales juives.
- Robert Bracq[Note 3], premier substitut émérite du Procureur du Roi de Charleroi, président de l'A.S.B.L. Arc-en-Ciel.
- Chevalier Jean de Broux[Note 3], administrateur de l'A.S.B.L. "Fêtes du Roi 60/40", président directeur de l'Ancien Grand Serment Royal et Noble des Arbalétriers de Notre Dame du Sablon, secrétaire général de l'ASBL "Ars Sacra Bruxellis".
- Paul Franchimont, docteur en médecine, chirurgie et accouchements, professeur ordinaire et ancien doyen de la Faculté de médecine de l'Université d'État à Liège, membre titulaire de l'Académie royale de Médecine de Belgique.
- Jacques Groothaert[Note 3], président du Conseil d'administration de la Générale de Banque, Commissaire général d'Europalia 1989 Japon, président de la Fondation Francqui, ambassadeur extraordinaire et plénipotentiaire honoraire.
- Alfons Margot[Note 3], ancien secrétaire général du "Nationaal Christelijk Middenstandverbond", ancien président du Conseil supérieur des Classes Moyennes, ancien président du Comité économique et social des Communautés Européennes.
- Paul De Meester[Note 3], professeur ordinaire et ancien doyen de la Faculté des Sciences appliquées de la Katholieke Universiteit Leuven.
- Marc Van Montagu[Note 3], professeur ordinaire à la Faculté des Sciences de l'Université de l'État à Gand, fondateur et directeur scientifique de la SA "Plant Genetic Systems".
- Georges Stalpaert[Note 3], docteur en médecine, chirurgie et accouchements, professeur ordinaire et président du département de chirurgie thoracique et cardio-vasculaire des Cliniques Universitaires "Sint Rafaël Gasthuisberg" (K.U. Leuven).
- Lucien Wauters[Note 3], président du Groupe Almanij - Kredietbank, président du conseil d'administration de la SA Janssen Pharmaceutica.

### Chevalier
- Louis Ameye[Note 13], président du Cercle Gaulois, ancien président de la Chambre de Commerce de Bruxelles.
- Lionel Van Den Bossche[Note 13], Président du Conseil d'Administration de SA Siemens Belgique et Luxembourg, Président de l'ASBL Union des Entreprises de Bruxelles.

- Messire Philippe Vander Plancke[Note 3], écuyer, administrateur de sociétés.
- Jacques Stassen[Note 3], professeur émérite de l'Université de LIège, directeur général honoraire de l'Institut International des Sciences Administratives, ancien président de l'École d'Administration des Affaires.

### Noblesse (Ecuyer)
- Adelin, Paul, Ferdinand, Joseph, Maurice, Albert, Jean-Baptiste et Yves Hanquet.
- Jean de Hemptinne, docteur en médecine, chirurgie et accouchements (U.L.B), chef de service des Soins Intensifs de l'Hôpital Militaire de Bruxelles, lieutenant-colonel médecin.
- Jean-Louis et Michel Franchimont, respectivement architecte et avocat, professeur extraordinaire à l'Université d'État à Liège.
- Pierre, Maximilien, Gabriel, Gérard, Michel, Paul, Philippe, Etienne, Emmanuel et Guy Waucquez.

## 1992

### Baron / Baronne
- Marcel Ackerman[Note 3], directeur de l'Institut d'Aéronomie spatiale de Belgique, président du Comité National belge de Recherche spatiale, membre de l'Académie Internationale d'Astronautique.
- Herman Dehennin[Note 13], ambassadeur à la Cour de St James, Grand Maréchal honoraire de la Cour.
- Roger Dillemans[Note 3], professeur ordinaire et recteur de la Katholieke Universiteit Leuven, "visiting professor" au King's College de l'Université de Londres, fondateur et président de l'Institut européen de Sécurité Sociale.
- Georges-Henri Dumont[Note 3], secrétaire général de la Commission nationale de l'UNESCO, président de la commission nationale du Pacte culturel, conservateur honoraire des Musées royaux d'Art et d'Histoire, président honoraire de l'Orchestre National de Belgique.
- Ghislaine Godenne[Note 13], docteure en médecine, chirurgie et accouchements, professeure de psychologie, psychiatrie, pédiatrie et hygiène mentale à l'Université Johns Hopkins à Baltimore.
- Madeleine Mélot[Note 13], ancienne administratrice des Stations de Plein Air de Namur, déportée politique.
- Félicien Remion[Note 3], premier président émérite du Conseil d'État, substitut de l'Auditeur Militaire en campagne honoraire.
- Lucien Vlerick[Note 3],[Note 30], administrateur de sociétés, administrateur de la Chambre de Commerce et d'Industrie de Courtrai, membre du Conseil consultatif du Commerce extérieur.
- Johannes van Waterschoot[Note 3], ancien doyen et professeur émérite de la Faculté des Sciences économiques appliquées de la Katholieke Universiteit Leuven, sénateur honoraire.

### Chevalier
- Walter Couvreur[Note 13], docteur en langues orientales, professeur ordinaire honoraire et ancien président du "Hooger Instituut voor Oosterse, Oosteuropese en Afrikaanse Taalkunde en Geschiendenis" de l'Université de Gand, membre de la Koninklijke Academie voor Nederlandse Taal- en Letterkunde.
- Albert Dirix[Note 3], docteur en médecine, chirurgie et accouchements, administrateur et vice-président du Comité Olympique et Interfédéral Belge.
- Henri Van der Eecken[Note 3], docteur en médecine, chirurgie et accouchements, professeur ordinaire émérite de l'Université de Gand, ancien chef de la Section de Neurologie des Cliniques universitaires et ancien chef de Laboratoires de Neuropathologie et de Neuropsychologie de l'Université de Gand.
- Raymond Lhoist[Note 3], administrateur de sociétés.
- Jacques Moeschal[Note 13], sculpteur-architecte, professeur honoraire à l'Académie des Beaux-Arts de Bruxelles, membre de l'Académie royale des Beaux-Arts de Belgique.
- André Musch[Note 3], avocat au barreau de Liège, ancien bâtonnier, bourgmestre de Chaudfontaine.

### Noblesse (Ecuyer)
- Messires Christian et Etienne le Polain de Waroux[Note 36].

### Modification d'armoiries
- Comte Serge de Robiano.

## 1993

### Vicomte
- Dirk Frimout[Note 3], premier astronaute belge, Esro Fellow au "Laboratory for Atmospheric and Space Physics" de l'Université du Colorado, collaborateur scientifique de le "Centre européen de recherche et de technologie spatiales", ancien collaborateur de l'Institut d'Aéronomie Spatiale de Belgique.

### Baron / Baronne
- Messire Lucien Boël[Note 3], écuyer, régent honoraire de la Banque Nationale de Belgique, président administrateur délégué honoraire des Usines Gustave Boël à La Louvière.
- Guido Declercq[Note 3], administrateur général honoraire de la Katholieke Universiteit Leuven, cofondateur, ancien administrateur et premier directeur du "Westvlaamse Economische Raad".
- Chevalier Jean-Paul van Gysel[Note 3], consul général honoraire de Monaco.
- Messire Charles Poswick[Note 37], écuyer, ancien ministre de la Défense nationale, vice-président honoraire de la Chambre des représentants, ancien président du Conseil de la Communauté Française, ancien président du Conseil Régional Wallon.
- Messires Paul-Albert et Charles Roberti de Winghe[Note 3], écuyers.
- Pierre de Tilesse[Note 3], président honoraire de la Fédération des Industries chimiques de Belgique, vice-président honoraire de la SA Petrofina, ancien président de l'Institut de Pathologie cellulaire.
- Jean-Charles Velge[Note 3], administrateur de sociétés, président de la Fondation Industrie-Université et du Centre de recherche des Industries des Fabrications Métalliques.
- Maria Verstraeten[Note 13], directrice honoraire de la "Katholieke Vlaamse Hoogschool voor Vrouwen".

### Chevalier
- Jacques Rogge[Note 3], docteur en médecine, chirurgie et accouchements, membre du Comité International Olympique, ancien président du Comité Olympique et Interfédéral Belge.
- André Schlim[Note 13], vice-amiral aviateur en retraite, conseiller de S.A.R. le Prince Laurent, ancien chef d'état-major de la Force Navale belge.
- Ferdinand Suykens[Note 3], directeur général honoraire du Port d'Anvers, conseiller du Commerce extérieur.
- Arthur Vandekerckhove[Note 3], architecte, fondateur de l'école des tailleurs et sculpteurs de pierre, cofondateur et membre du "International Council of Monuments and Sites" (Icomos).

### Noblesse (Ecuyer)
- Léon Velge, administrateur de sociétés, bourgmestre honoraire de Warcoing.
- Raymond Velge, administrateur de sociétés.
- Pierre Watelet, notaire honoraire, chargé de cours émérite à l'Université de Liège, président honoraire du Conseil de Guerre, président de la Commission administrative des Prisons de Liège, Lantin et Paifve.

### Modification d'armoiries
- Messire Didier Cogels van Reynegom, écuyer.

## Sources
- Philippe de Bounam de Ryckolt et Georges de Hemptinne, Lettres de noblesse octroyées par Sa Majesté Baudouin Roi des Belges (1951-1991), Bruxelles, Collection Heraldica Belgica, 1991, 316 p. (ISBN 2872630570)
- Philippe de Bounam de Ryckolt et Georges de Hemptinne, Lettres de noblesse octroyées par Sa Majesté Baudouin Roi des Belges (1991-1993), Bruxelles, Collection Heraldica Belgica, 1993, 67 p.
- Paul Janssens et Luc Duerloo, Armorial de la noblesse belge du XVe au XXe siècle, Bruxelles, Crédit Communal, 1992 (ISBN 2871931682, lire sur Wikisource)